# Liste der technischen Denkmale im Landkreis Sächsische Schweiz-Osterzgebirge (F–N)
Die Liste der technischen Denkmale im Landkreis Sächsische Schweiz-Osterzgebirge enthält die Technischen Denkmale im Landkreis Sächsische Schweiz-Osterzgebirge.
Diese Liste ist eine Teilliste der Liste der Kulturdenkmale in Sachsen. Aufgrund der großen Anzahl von technischen Denkmalen ist die Liste nach den Anfangsbuchstaben der Gemeinden, in denen sich das jeweilige Denkmal befindet, aufgeteilt in die
- Liste der technischen Denkmale im Landkreis Sächsische Schweiz-Osterzgebirge (A–E)
- Liste der technischen Denkmale im Landkreis Sächsische Schweiz-Osterzgebirge (F–N)
- Liste der technischen Denkmale im Landkreis Sächsische Schweiz-Osterzgebirge (O–Z)

## Freital, Stadt
| Bild                                    | Bezeichnung | Lage                  | Datierung | Beschreibung | ID       |
| --------------------------------------- | --- | --------------------- | --- | --- | -------- |
| Direkt Bild zu diesem Denkmal hochladen | Porzellanmanufaktur | (Karte)               | 1885 (Manufaktur); 1872 bis 2010 (Modellsammlung) | Gebäude der Porzellanmanufaktur, als schlossähnliche Anlage mit drei Flügeln errichtet (vierter Flügel Gleisseite kein Denkmal) sowie Sammlung von ca. 200.000 Modellen; Anlage von städtebaulicher sowie baugeschichtlicher und industriegeschichtlicher Relevanz, Urformen (sog. Modelle) sowohl für die Produktionsgeschichte der Porzellanmanufaktur als auch als Dokumente der Designgeschichte des 19. und 20. Jahrhunderts von großer Bedeutung und aufgrund ihrer geschlossenen Überlieferung von Seltenheitswert | 08963899 |
| Weitere Bilder                          | Egermühle; Deubener Mühle (ehem.) | (Karte)               | 2. Hälfte 19. Jahrhundert (Fabrikantenvilla); 1893 (Weizenmühle mit ehemaliger Bäckerei); 1895 (Speicher- und Roggenmühlengebäude, Mittelbau); bezeichnet 1906 (Verwaltung und Verkauf); bezeichnet 1916/17 (Speicher- und Roggenmühlengebäude) | Gebäudeensemble der früheren Egermühle; architektonisch wertvoll, städtebauliche und geschichtliche Bedeutung | 08963895 |
| Direkt Bild zu diesem Denkmal hochladen | Bergbaumonumente Freital (Sachgesamtheit) | Burgk (Karte)         | 18. Jahrhundert–20. Jahrhundert (Bergbauanlage) | Sachgesamtheit Bergbaumonumente Freital: inhaltlich und z. T. optisch zusammenhängende Einheit von Hochbauten, Halden, Schächten, Wasserbauten usw. mit folgenden Einzeldenkmalen im Ortsteil Burgk: 1. Baron von Burgk Freiherrliche Werke Freital (ehem.) – Huthaus mit Resten der Einfriedung (vier Pfeiler -Sachgesamtheitsteil) (siehe Einzeldenkmalliste – Obj. 08963920), 2. Besucher-Schauanlage: Mundlochbereich der Tagesstrecke des Oberen Reviers (siehe Einzeldenkmalliste – Obj. 08963916), 3. Förderturm des Schachtes 1 des ehemaligen Wismut-Bergbaubetriebes Willy Agatz (Dresden-Gittersee) (siehe Einzeldenkmalliste – Obj. 09300643), 4. Windbergschacht (ehem.) – Windbergheim: Huthaus des ehemaligen Windbergschachtes (siehe Einzeldenkmalliste – Obj. 08963922), 5. Baron von Burgk Freiherrliche Werke Freital (ehem.) ehemaliges Bergarbeiter-Krankenhaus (mit kleinem Nebengebäude) (siehe Einzeldenkmalliste – Obj. 08963917) und 6. Baron von Burgk Freiherrliche Werke Freital (ehem.) – Beamtenwohnhaus des früheren Wilhelminenschachtes, einschließlich der traufseitigen Stützmauern und des in südwestlicher Richtung liegenden Maschinenhauses des Erdmannschachtes(siehe auch Sachgesamtheitsliste der Stadt Freital, Ortsteile Döhlen – Obj. 09303861, Kleinnaundorf – Obj. 09303862, Niederhäslich – Obj. 09303863, Potschappel – Obj. 09303864, Wurgwitz – Obj. 09303865 und Zauckerode – Obj. 09303866); wichtige Zeugnisse des mit der Freitaler Ortsgeschichte untrennbar verwobenen Bergbaues, von besonderer regionaler Bedeutung                                                                            | 09303858 |
|                                         | Baron von Burgk Freiherrliche Werke Freital (ehem.) – Huthaus; Bergbaumonumente Freital (Sachgesamtheit)                                        | Burgk (Karte)         | 1834 (Huthaus) | Einzeldenkmale der Sachgesamtheit Bergbaumonumente Freital im OT Burgk: Ehemaliges Huthaus der Burgker Steinkohlenwerke (siehe auch Sachgesamtheitsliste Stadt Freital – Obj. 09303858); wichtiges Objekt der regionalen Bergbaugeschichte | 08963920 |
| Direkt Bild zu diesem Denkmal hochladen | Besucher-Schauanlage; Bergbaumonumente Freital (Sachgesamtheit)                                                                                 | Burgk (Karte)         | 1828 (Tagesstrecke); um 1863 (tonnlägiger Fahrschacht) | Einzeldenkmal der Sachgesamtheit Bergbaumonumente Freital im OT Burgk: Mundlochbereich der Tagesstrecke des Oberen Reviers (siehe auch Sachgesamtheitsliste der Stadt Freital – Obj. 09303858); bergbaugeschichtliches Zeugnis | 08963916 |
| Direkt Bild zu diesem Denkmal hochladen | Transformatorenstation | Burgk (Karte)         | 1920er Jahre (Transformatorenstation) | technikgeschichtlich von Bedeutung | 08963912 |
|                                         | Förderturm; Bergbaumonumente Freital (Sachgesamtheit)                                                                                           | Burgk (Karte)         | 1958 (Förderturm) | Einzeldenkmal der Sachgesamtheit Bergbaumonumente Freital im OT Burgk: Förderturm des Schachtes 1 des ehemaligen Wismut-Bergbaubetriebes Willy Agatz (Dresden-Gittersee) (siehe auch Sachgesamtheitsliste Stadt Freital, OT Burgk – Obj. 09303858); 2003–2006 hierher transloziert, letztes Zeugnis der Gattung im Steinkohlengebiet Döhlener Becken, technikgeschichtliche Bedeutung | 09300643 |
| Direkt Bild zu diesem Denkmal hochladen | Wegestein | Burgk (Karte)         | 19. Jahrhundert (Wegestein) | verkehrsgeschichtlich von Bedeutung | 08964022 |
| Direkt Bild zu diesem Denkmal hochladen | Windbergschacht (ehem.) – Windbergheim; Bergbaumonumente Freital (Sachgesamtheit)                                                               | Burgk (Karte)         | 1845 und später (Huthaus) | Einzeldenkmal der Sachgesamtheit Bergbaumonumente Freital im OT Burgk: Huthaus des ehemaligen Windbergschachtes (siehe auch Sachgesamtheitsliste der Stadt Freital – Obj. 09303858); technisches Denkmal, ortsgeschichtliche Bedeutung | 08963922 |
| Direkt Bild zu diesem Denkmal hochladen | Baron von Burgk Freiherrliche Werke Freital (ehem.) – Bergarbeiter-Krankenhaus; Bergbaumonumente Freital (Sachgesamtheit)                       | Burgk (Karte)         | 1872 und bezeichnet 1903 (Sozialgebäude) | Einzeldenkmal der Sachgesamtheit Bergbaumonumente Freital im OT Burgk: ehemaliges Krankenhaus (mit kleinem Nebengebäude) (siehe auch Sachgesamtheitsliste Stadt Freital – Obj. 09303858); sozialhistorisch wichtiges Sachzeugnis der Burgker Steinkohlenwerke, letzte erhaltene Einrichtung dieser Art im Freitaler Raum | 08963917 |
| Direkt Bild zu diesem Denkmal hochladen | Baron von Burgk Freiherrliche Werke Freital (ehem.) – Wilhelminenschacht; Bergbeamtenwohnhaus; Bergbaumonumente Freital (Sachgesamtheit)        | Burgk (Karte)         | um 1840 (Beamtenwohnhaus) | Einzeldenkmale der Sachgesamtheit Bergbaumonumente Freital im OT Burgk: Beamtenwohnhaus des früheren Wilhelminenschachtes, einschließlich der traufseitigen Stützmauern und des in südwestlicher Richtung liegenden Maschinenhauses des Erdmannschachtes (siehe auch Sachgesamtheitsliste Stadt Freital, OT Burgk – Obj. 09303858); bau- und ortsgeschichtliche Bedeutung | 08963921 |
| Direkt Bild zu diesem Denkmal hochladen | Gesamtanlage des gemeinschaftlich genutzten Weißeritz-Mühlgrabens                                                                               | Deuben (Karte)        | | besondere Bedeutung im Kontext der städtebaulich relevanten Objekte Egermühle, Lederfabrik und Papierfabrik, technikgeschichtlich von Bedeutung | 08963896 |
| Direkt Bild zu diesem Denkmal hochladen | Edelstahlwerk | Deuben (Karte)        | 1950er Jahre (Statue) | Stahlguss-Plastik; Zeugnis der früheren DDR-Auftragskunst | 08963898 |
| Direkt Bild zu diesem Denkmal hochladen | Gesamtanlage des gemeinschaftlich genutzten Weißeritz-Mühlgrabens                                                                               | Deuben (Karte)        | | besondere Bedeutung im Kontext der städtebaulich relevanten Objekte Egermühle, Lederfabrik und Papierfabrik, technikgeschichtlich von Bedeutung | 08963896 |
| Direkt Bild zu diesem Denkmal hochladen | Gesamtanlage des gemeinschaftlich genutzten Weißeritz-Mühlgrabens                                                                               | Deuben (Karte)        | | besondere Bedeutung im Kontext der städtebaulich relevanten Objekte Egermühle, Lederfabrik und Papierfabrik, technikgeschichtlich von Bedeutung | 08963896 |
|                                         | Lederfabrik | Deuben (Karte)        | 1909 (Fabrik) | Ehemalige Lederfabrik (nur noch Hauptgebäude existiert); technikgeschichtliche und ortsgeschichtliche Bedeutung sowie städtebauliche Relevanz; Abriss 2019 | 08963894 |
| Direkt Bild zu diesem Denkmal hochladen | Gesamtanlage des gemeinschaftlich genutzten Weißeritz-Mühlgrabens                                                                               | Deuben (Karte)        | | besondere Bedeutung im Kontext der städtebaulich relevanten Objekte Egermühle, Lederfabrik und Papierfabrik, technikgeschichtlich von Bedeutung | 08963896 |
| Direkt Bild zu diesem Denkmal hochladen | Bahnhof Freital-Deuben | Döhlen (Karte)        | 1903 (Bahnhof) | Empfangsgebäude sowie Bahnsteigüberdachung und Fußgängertunnel; weitgehend original erhaltene Bahnhofsanlage von verkehrsgeschichtlicher Relevanz | 08963876 |
| Direkt Bild zu diesem Denkmal hochladen | Glaswerk Freital | Döhlen (Karte)        | ca. 1880–1890 (Fabrikanlagenteil) | Verwaltungs- und Belegschaftsgebäude des Glaswerkes Freital; bau- und industriegeschichtliche Relevanz | 08963892 |
| Direkt Bild zu diesem Denkmal hochladen | Königlich Sächsische Steinkohlenwerke Zauckerode (ehem.) – Königin-Carola-Schacht; Paul-Berndt-Grube; Bergbaumonumente Freital (Sachgesamtheit) | Döhlen                | 1872–1876 (Schacht) | Einzeldenkmale der Sachgesamtheit Bergbaumonumente Freital im OT Döhlen: Restgebäude des ehemaligen Königin-Carola-Schachtes, bestehend aus a) dem Kesselhaus mit elektrischer Kraftzentrale, b) dem parallel zur optisch abgewandten Seite des Kesselhauses aufgeführten Gebäude (vermutlich frühere Lampenstube), c) dem Fördermaschinenhaus des Schachtes 2 und d) dem früheren Beamtenwohnhaus, e) einschließlich der sich in südwestlicher Richtung anschließenden Schachthalde (siehe auch Sachgesamtheitsliste Stadt Freital, OT Döhlen – Obj. 09303861); wichtige und in ihrem äußeren Erscheinungsbild weitgehend original erhaltene Sachzeugnisse einer einst bedeutenden Schachtanlage | 08963932 |
| Direkt Bild zu diesem Denkmal hochladen | Königlich Sächsische Steinkohlenwerke Zauckerode (ehem.) – Königin-Carola-Schacht; Bergbaumonumente Freital (Sachgesamtheit)                    | Döhlen (Karte)        | 1872–1876 (Bergbauanlage) | Sachgesamtheitsbestandteil der Sachgesamtheit Bergbaumonumente Freital im OT Döhlen mit folgenden Einzeldenkmalen: Königlich Sächsische Steinkohlenwerke Zauckerode (ehem.) – Restgebäude des ehemaligen Königin-Carola-Schachtes, bestehend aus a) dem Kesselhaus mit elektrischer Kraftzentrale, b) dem parallel zur optisch abgewandten Seite des Kesselhauses aufgeführten Gebäude (vermutlich frühere Lampenstube), c) dem Fördermaschinenhaus des Schachtes 2 und d) dem früheren Beamtenwohnhaus, e) einschließlich der sich in südwestlicher Richtung anschließenden Schachthalde (siehe Einzeldenkmalliste – Obj.08963932) (siehe auch Sachgesamtheitsliste der Stadt Freital, OT Burgk – Obj. 09303858); wichtige und in ihrem äußeren Erscheinungsbild weitgehend original erhaltene Sachzeugnisse einer einst bedeutenden Schachtanlage | 09303861 |
| Direkt Bild zu diesem Denkmal hochladen | Weißeritztalbahn (Sachgesamtheit); Haltepunkt Freital-Coßmannsdorf                                                                              | Hainsberg             | 1930 (Haltepunkt Freital-Coßmannsdorf); 1883 (Eisenbahnbrücken) | Einzeldenkmale der Sachgesamtheit Weißeritztalbahn, Teilabschnitt Freital, OT Hainsberg -Rabenau, OT Rabenau, davon auf der Gemarkung Coßmannsdorf (Gemeinde Freital, OT Hainsberg): Haltepunkt Freital-Coßmannsdorf mit dem Wartehäuschen sowie davon gemeindeund gemarkungsübergreifend teilweise auf Gemarkung Coßmannsdorf (Gemeinde Freital, OT Hainsberg) und teilweise auf Gemarkung Rabenau (Gemeinde Rabenau, OT Rabenau): zwei Naturstein-Bogenbrücken (siehe auch Sachgesamtheitsliste, Gemeinde Freital, OT Hainsberg – Obj. 09301531, siehe auch den dazugehörigen Teil in der Sachgesamtheitsliste, OT Rabenau – Obj. 09301550 und in der Einzeldenkmalliste, OT Rabenau – Obj. 09301553); Eisenbahnanlagenteile von geschichtlichem, wissenschaftlichdokumentarischem, landschaftsgestaltendem sowie Seltenheitswert | 09304221 |
| Direkt Bild zu diesem Denkmal hochladen | Weißeritztalbahn (Sachgesamtheit); Haltepunkt Freital-Coßmannsdorf                                                                              | Hainsberg             | 1930 (Haltepunkt Freital-Coßmannsdorf); 1883 (Eisenbahnbrücken) | Einzeldenkmale der Sachgesamtheit Weißeritztalbahn, Teilabschnitt Freital, OT Hainsberg -Rabenau, OT Rabenau, davon auf der Gemarkung Coßmannsdorf (Gemeinde Freital, OT Hainsberg): Haltepunkt Freital-Coßmannsdorf mit dem Wartehäuschen sowie davon gemeindeund gemarkungsübergreifend teilweise auf Gemarkung Coßmannsdorf (Gemeinde Freital, OT Hainsberg) und teilweise auf Gemarkung Rabenau (Gemeinde Rabenau, OT Rabenau): zwei Naturstein-Bogenbrücken (siehe auch Sachgesamtheitsliste, Gemeinde Freital, OT Hainsberg – Obj. 09301531, siehe auch den dazugehörigen Teil in der Sachgesamtheitsliste, OT Rabenau – Obj. 09301550 und in der Einzeldenkmalliste, OT Rabenau – Obj. 09301553); Eisenbahnanlagenteile von geschichtlichem, wissenschaftlichdokumentarischem, landschaftsgestaltendem sowie Seltenheitswert | 09304221 |
| Direkt Bild zu diesem Denkmal hochladen | Weißeritztalbahn (Sachgesamtheit) | Hainsberg             | 2. Hälfte 19. Jahrhundert -1. Hälfte 20. Jahrhundert (Eisenbahnanlage) | Sachgesamtheit Weißeritztalbahn mit Gleiskörper (Sachgesamtheitsteile), Technik und allen Hochbauten sowie Brücken der Weißeritztalbahn in den Gemeinden Freital (OT Hainsberg), Rabenau (OT Rabenau – Obj. 09301550, OT Lübau – Obj. 09304225, OT Spechtritz – Obj. 09304222, OT Oelsa – Obj. 09303660), Dippoldiswalde (OT Seifersdorf – Obj. 09301533, OT Malter – Obj. 09301535, OT Dippoldiswalde – Obj. 09301537, OT Ulberndorf – Obj.09301539), Schmiedeberg (OT Obercarsdorf – Obj. 09301545, OT Schmiedeberg – Obj. 09301546, OT Naundorf – Obj. 09301541) und Altenberg (OT Oberbärenburg – Obj. 09304220, OT Kurort Kipsdorf – Obj. 09301548), davon gehören folgende Einzeldenkmale zum Teilabschnitt Freital, OT Hainsberg: Bahnhof Freital-Hainsberg mit diversen Gebäuden und Geräten, sowie bewegliche Denkmale wie Lokomotiven, Reisezugwagen, Güterwagen, Schneepflug und Schmalspurdraisine (Technische Denkmale) (siehe Einzeldenkmalliste, OT Hainsberg – Obj. 09301532), davon gehören folgende Einzeldenkmale zum Teilabschnitt Freital, OT Hainsberg -Rabenau, OT Rabenau: auf der Gemarkung Coßmannsdorf der Haltepunkt Freital-Coßmannsdorf mit dem Wartehäuschen sowie gemeindeund gemarkungsübergreifend teilweise auf der Gemarkung Coßmannsdorf (Gemeinde Freital, OT Hainsberg) und teilweise auf der Gemarkung Rabenau (Gemeinde Rabenau, OT Rabenau) zwei Naturstein-Bogenbrücken (siehe Einzeldenkmalliste), OT Hainsberg, Gemarkung Coßmannsdorf – Obj. 09304221, siehe auch den dazugehörenden Teil in der Gemeinde Rabenau, OT Rabenau, Sachgesamtheitsliste – Obj. 09301550 und Einzeldenkmalliste, OT Rabenau – Obj. | 09301531 |
| Direkt Bild zu diesem Denkmal hochladen | Nadelöhr | Hainsberg (Karte)     | 1834 (Straßentunnel) | Felstunnel; ortsgeschichtliche Bedeutung | 08960520 |
| Direkt Bild zu diesem Denkmal hochladen | Weißeritztalbahn (Sachgesamtheit); Haltepunkt Freital-Coßmannsdorf                                                                              | Hainsberg             | 1930 (Haltepunkt Freital-Coßmannsdorf); 1883 (Eisenbahnbrücken) | Einzeldenkmale der Sachgesamtheit Weißeritztalbahn, Teilabschnitt Freital, OT Hainsberg -Rabenau, OT Rabenau, davon auf der Gemarkung Coßmannsdorf (Gemeinde Freital, OT Hainsberg): Haltepunkt Freital-Coßmannsdorf mit dem Wartehäuschen sowie davon gemeindeund gemarkungsübergreifend teilweise auf Gemarkung Coßmannsdorf (Gemeinde Freital, OT Hainsberg) und teilweise auf Gemarkung Rabenau (Gemeinde Rabenau, OT Rabenau): zwei Naturstein-Bogenbrücken (siehe auch Sachgesamtheitsliste, Gemeinde Freital, OT Hainsberg – Obj. 09301531, siehe auch den dazugehörigen Teil in der Sachgesamtheitsliste, OT Rabenau – Obj. 09301550 und in der Einzeldenkmalliste, OT Rabenau – Obj. 09301553); Eisenbahnanlagenteile von geschichtlichem, wissenschaftlichdokumentarischem, landschaftsgestaltendem sowie Seltenheitswert | 09304221 |
|                                         | Buntgarnwerke; Woll-Spinnerei (ehem.) | Hainsberg (Karte)     | 1880 (Spinnerei); 1920er Jahre (Verwaltungsgebäude 1); 1930er Jahre (Verwaltungsgebäude 2) | Spinnereihallen und Verwaltungstrakt; von baugeschichtlicher und besonderer ortsgeschichtlicher Bedeutung | 08963888 |
| Direkt Bild zu diesem Denkmal hochladen | Weißeritztalbahn (Sachgesamtheit); Bahnhof Freital-Hainsberg                                                                                    | Hainsberg (Karte)     | 1905 (Bahnhof) | Einzeldenkmale der Sachgesamtheit Weißeritztalbahn, Teilabschnitt Freital, OT Hainsberg: Bahnhof Freital-Hainsberg mit diversen Gebäuden und Geräten, mit dem Wartehäuschen, Wasserkran, Lokschuppen, Lager, Kohlekran, Zugleitergebäude, Stellwerk sowie bewegliche Denkmale wie Lokomotiven, Reisezugwagen, Güterwagen, Schneepflug und Schmalspurdraisine (Technische Denkmale) (siehe auch Sachgesamtheitsliste, Gemeinde Freital, OT Hainsberg – Obj. 09301531); Eisenbahnanlagenteile von geschichtlichem, wissenschaftlichdokumentarischem, landschaftsgestaltendem sowie Seltenheitswert | 09301532 |
| Direkt Bild zu diesem Denkmal hochladen | Schmelztiegelwerk | Hainsberg (Karte)     | 2. Hälfte 19. Jahrhundert (Fabrikanlagenteil) | Fabrikanlage: zwei Produktionsgebäude der alten Schmelztiegelfabrik; Zeugnis der frühen Hochzeit der Industrialisierung Freitals; industrie- und ortsgeschichtliche Bedeutung, besonders im Kontext mit der Thodeschen Papierfabrik und dem ältesten Bereich der Rotfärberei (Dresdner Straße 338) von technikhistorischer Relevanz | 08963908 |
| Direkt Bild zu diesem Denkmal hochladen | Papierfabrik Freital; Thodesche Papierfabrik | Hainsberg (Karte)     | 1864 (Arbeiterwohnhaus) | Zwei Produktionsgebäude parallel zur Weißeritz (am nördlichen Ende des Flurstücks) und das im Schweizerstil aufgeführte Wohnhaus für Betriebsangehörige als Reste der ehemaligen Papierfabrik; wichtige Zeugnisse der Freitaler Industrie und im Kontext mit der Römerschen Rotgarn-Färberei und dem späteren Schmelztiegelwerk industriegeschichtlich und städtebaulich von Bedeutung | 08963904 |
| Direkt Bild zu diesem Denkmal hochladen | Gesamtanlage des gemeinschaftlich genutzten Weißeritz-Mühlgrabens                                                                               | Hainsberg (Karte)     | | besondere Bedeutung im Kontext der städtebaulich relevanten Objekte Egermühle, Lederfabrik und Papierfabrik, technikgeschichtlich von Bedeutung | 08963896 |
| Direkt Bild zu diesem Denkmal hochladen | Römer'sche Rotgarnfärberei | Hainsberg (Karte)     | 1836 (Textilindustrie) | Kern der Römer'schen Rotfärberei in ländlichen Architekturformen (ehem. Dreiseithof); historisches Aussehen weitgehend erhalten, orts- und industriegeschichtlich relevant | 08963907 |
| Weitere Bilder                          | Wasserkraftwerk | Hainsberg (Karte)     | 1911/1912 (Wasserkraftwerk) | technisches Denkmal | 08963724 |
| Direkt Bild zu diesem Denkmal hochladen | Glasdrahtfabrik | Hainsberg (Karte)     | 1906 (Fabrikgebäude) | Produktionsgebäude des früheren Glasdrahtwerkes; technik- und regionalgeschichtliche Relevanz durch industrielle Nutzung eines historischen Mühlenstandortes | 08963909 |
|                                         | Walzenmühle; Walzmühle; Mittagsmühle; Somsdorfer Mühle                                                                                          | Hainsberg (Karte)     | nach 1948, nach Brand neu errichtet (Mühle); 1762 im Kern (Wohnhaus); 2. Hälfte 19. Jahrhundert (Obermüllerwohnhaus); um 1880 (östlicher Speicher); 2. Hälfte 19. Jahrhundert (Mehlspeicher)                                                    | Hofartiges Gebäudeensemble der früheren Walzenmühle, bestehend aus dem zur Straße giebelständigen Wohnhaus, dem 1948 nach einem Brand neu errichteten viergeschossigen Mühlengebäude, dem sich in östlicher Richtung anschließenden Speicher, dem in westlicher Richtung angeordneten dreigeschossigen Mehlspeicher und dem Obermüllerwohnhaus (Nr. 4a), einschließlich der vorhandenen mühlentechnischen Ausstattung (Walzenstühle, Transmission) und der wassertechnischen Anlage (Mühlgraben, Turbine, Wehr), bedeutender kleinerer Industriemühlen-Komplex, der auf eindrucksvolle Weise anhand verschiedener Bauepochen die mühlentechnische Entwicklung erkennen lässt | 08963902 |
| Direkt Bild zu diesem Denkmal hochladen | Baron von Burgk Freiherrliche Werke Freital (ehem.) – Segen-Gottes-Schacht; Bergbaumonumente Freital                                            | Kleinnaundorf (Karte) | 2. Hälfte 19. Jahrhundert (Bergbauanlagenteil); 1869 (Grablege) | Sachgesamtheitsbestandteil der Sachgesamtheit Bergbaumonumente Freital im OT Kleinnaundorf mit folgenden Einzeldenkmalen: 1. Steigerhaus (Nr. 2) und Kompressorenstation (neben Nr. 3) als Restgebäude des früheren Segen-Gottes-Schachtes (siehe Einzeldenkmalliste – Obj.08963923) und 2. Bergmannsgrab: Denkmal für die Opfer des Grubenunglücks von 1869 mit umgebender Anlage (Gartendenkmal) in unmittelbarer Nähe des Geländes des Segen-Gottes-Schachtes (siehe Einzeldenkmalliste – Obj. 08963924) (siehe auch Sachgesamtheitsliste Stadt Freital, OT Burgk – Obj. 09303858); besondere ortsgeschichtliche und bergbaugeschichtliche Bedeutung | 09303862 |
| Direkt Bild zu diesem Denkmal hochladen | Baron von Burgk Freiherrliche Werke Freital (ehem.) – Segen-Gottes-Schacht; Bergbaumonumente Freital (Sachgesamtheit)                           | Kleinnaundorf (Karte) | 2. Hälfte 19. Jahrhundert (Kompressorenstation); 2. Hälfte 19. Jahrhundert (Steigerhaus) | Einzeldenkmale der Sachgesamtheit Bergbaumonumente Freital im OT Kleinnaundorf: Steigerhaus (Nr. 2) und Kompressorenstation (neben Nr. 3) des früheren Segen-Gottes-Schachtes (siehe auch Sachgesamtheitsliste Stadt Freital, OT Kleinnaundorf – Obj. 09303862); bergbaugeschichtliche Relevanz, bildet mit Bergmannsgrab ein Ensemble | 08963923 |
|                                         | Wegestein | Kleinnaundorf (Karte) | bezeichnet 1837 (Wegestein) | verkehrsgeschichtlich von Bedeutung | 08964013 |
| Direkt Bild zu diesem Denkmal hochladen | Pumpstation | Kleinnaundorf (Karte) | um 1910 (Pumpenhaus) | Pumpstation | 08964019 |
| Direkt Bild zu diesem Denkmal hochladen | Gesamtanlage des gemeinschaftlich genutzten Weißeritz-Mühlgrabens                                                                               | Niederhäslich (Karte) | | besondere Bedeutung im Kontext der städtebaulich relevanten Objekte Egermühle, Lederfabrik und Papierfabrik, technikgeschichtlich von Bedeutung | 08963896 |
| Direkt Bild zu diesem Denkmal hochladen | Baron von Burgk Freiherrliche Werke Freital (ehem.); Bergbaumonumente Freital (Sachgesamtheit)                                                  | Niederhäslich (Karte) | Mitte 19. Jahrhundert (Bergbauanlagenteil) | Sachgesamtheitsbestandteil der Sachgesamtheit Bergbaumonumente Freital im OT Niederhäslich mit folgenden Einzeldenkmalen: 1. Restgebäude des früheren Augustus-Schachtes (siehe Einzeldenkmalliste – Obj. 08963926), 2. Mundloch der zum früheren Segen-Gottes-Schacht gehörenden Rösche, einschließlich der noch vorhandenen untertägigen Stollenanlagen (siehe Einzeldenkmalliste – Obj.08963925) (siehe auch Sachgesamtheitsliste Stadt Freital, OT Burgk – Obj. 09303858); bergbaugeschichtlich und ortshistorisch relevante Zeugnisse des Freitaler Bergbaues | 09303863 |
| Direkt Bild zu diesem Denkmal hochladen | Teufelsmühle | Niederhäslich         | ca. 1843 (Mühle) | Mühlengebäude; Obergeschoss Fachwerk, bau- und technikgeschichtliche Bedeutung | 08963900 |
| Direkt Bild zu diesem Denkmal hochladen | Mühle Niederhäslich | Niederhäslich (Karte) | bezeichnet 1833 (Mühle) | Mühlengebäude der früheren Niederhäslicher Wasser- und Dampfmühle (Obergeschoss Fachwerk); als regionalgeschichtliches Zeugnis von Bedeutung | 08963901 |
| Direkt Bild zu diesem Denkmal hochladen | Baron von Burgk Freiherrliche Werke Freital (ehem.) – Rösche Segen-Gottes-Schacht; Bergbaumonumente Freital (Sachgesamtheit)                    | Niederhäslich         | 1856–1858, bezeichnet 1858 (Mundloch) | Einzeldenkmal der Sachgesamtheit Bergbaumonumente Freital im OT Niederhäslich: Mundloch der zum früheren Segen-Gottes-Schacht gehörenden Rösche, einschließlich der noch vorhandenen untertägigen Stollenanlagen (siehe auch Sachgesamtheitsliste Stadt Freital, OT Niederhäslich – Obj. 09303863); wichtiges und weitgehend original erhaltenes bergbaugeschichtliches Zeugnis, im Kontext zum Segen-Gottes-Schacht von Bedeutung | 08963925 |
| Direkt Bild zu diesem Denkmal hochladen | Weißeritzwehr für Mühlgraben der Hofemühle | Potschappel (Karte)   | | orts- und technikhistorische Bedeutung | 08963914 |
| Direkt Bild zu diesem Denkmal hochladen | Bergbaumonumente Freital (Sachgesamtheit) | Potschappel (Karte)   | 1727–1752 (Claus-Stolln); 1800 (Tiefer Weißeritz-Stolln); 1. Hälfte 19. Jahrhundert und älter (Erdmuthen-Schacht); 1817–1838 (Großer Elbstollen)                                                                                                | Sachgesamtheitsbestandteil der Sachgesamtheit Bergbaumonumente Freital im OT Potschappel mit folgenden Einzeldenkmalen: 1. Mundloch des Großen Elbstolln (siehe Einzeldenkmalliste – Obj. 08964981), 2. Mundloch des Claus-Stolln einschließlich der vorhandenen untertägigen Anlagen und des mäandrischen Erdgrabenauslaufes (siehe Einzeldenkmalliste – Obj. 08963929), 3. Königlich Sächsische Steinkohlenwerke Zauckerode (ehem.) – Mundloch des Tiefen Weißeritz Stolln einschließlich der vorhandenen untertägigen Anlagen (siehe Einzeldenkmalliste – Obj. 08963928), 4. Halde am Schachtpunkt des ehemaligen Erdmuthen-Schachtes (siehe Einzeldenkmalliste – Obj. 08963918) (siehe auch Sachgesamtheitsliste Stadt Freital, OT Potschappel – Obj. 09303864); wichtige bergbaugeschichtliche und ortsgeschichtliche Zeugnisse Freitals, die Halde zudem von großer städtebaulicher Relevanz | 09303864 |
| Weitere Bilder                          | Bahnhof Potschappel | Potschappel (Karte)   | im Kern 1855 (Bahnhof); um 1910 (Stellwerk) | Bahnhof, bestehend aus Empfangsgebäude, Bahnsteigüberdachungen, Bahnsteigaufgängen und Bahnsteigeinbauten sowie Stellwerk; bedeutendes Zeugnis der verkehrstechnischen Entwicklung | 08963870 |
| Direkt Bild zu diesem Denkmal hochladen | Großer Elbstolln; Bergbaumonumente Freital (Sachgesamtheit)                                                                                     | Potschappel           | 1817–1838 (Mundloch) | Einzeldenkmal der Sachgesamtheit Bergbaumonumente Freital im OT Potschappel: Mundloch des Großen Elbstolln (siehe auch Sachgesamtheitsliste Stadt Freital, OT Potsachappel – Obj. 09303864); bergbaugeschichtliches Zeugnis | 08964981 |
|                                         | Claus-Stolln; Bergbaumonumente Freital (Sachgesamtheit)                                                                                         | Potschappel (Karte)   | 1727–1752 (Bergbauanlagenteil) | Einzeldenkmal der Sachgesamtheit Bergbaumonumente Freital im OT Potschappel: Mundloch des Claus-Stolln einschließlich der vorhandenen untertägigen Anlagen und des mäandrischen Erdgrabenauslaufes (siehe auch Sachgesamtheitsliste Stadt Freital, OT Potschappel – Obj. 09303864); bergbaugeschichtlich bedeutendes Zeugnis aus der Frühzeit des Steinkohlenbergbaus im Plauenschen Grund (Entwässerung Pesterwitzer Kohlenrevier) | 08963929 |
| Direkt Bild zu diesem Denkmal hochladen | Porzellanmanufaktur | Potschappel (Karte)   | 1885 (Manufaktur); 1872 bis 2010 (Modellsammlung) | Gebäude der Porzellanmanufaktur, als schlossähnliche Anlage mit drei Flügeln errichtet (vierter Flügel Gleisseite kein Denkmal) sowie Sammlung von ca. 200.000 Modellen; Anlage von städtebaulicher sowie baugeschichtlicher und industriegeschichtlicher Relevanz, Urformen (sog. Modelle) sowohl für die Produktionsgeschichte der Porzellanmanufaktur als auch als Dokumente der Designgeschichte des 19. und 20. Jahrhunderts von großer Bedeutung und aufgrund ihrer geschlossenen Überlieferung von Seltenheitswert | 08963899 |
| Direkt Bild zu diesem Denkmal hochladen | Königlich Sächsische Steinkohlenwerke Zauckerode (ehem.) – Tiefer Weißeritz-Stolln; Bergbaumonumente Freital (Sachgesamtheit)                   | Potschappel (Karte)   | bezeichnet 1800 (Stollen) | Einzeldenkmal der Sachgesamtheit Bergbaumonumente Freital im OT Potschappel: Mundloch des Tiefen Weißeritz Stolln einschließlich der vorhandenen untertägigen Anlagen (siehe auch Sachgesamtheitsliste Stadt Freital, OT Potschappel – Obj. 09303864); von bergbaugeschichtlichem Interesse | 08963928 |
| Direkt Bild zu diesem Denkmal hochladen | Erdmuthen-Schacht; Bergbauhalde; Bergbaumonumente Freital (Sachgesamtheit)                                                                      | Potschappel (Karte)   | 1. Hälfte 19. Jahrhundert und älter (Halde) | Einzeldenkmal der Sachgesamtheit Bergbaumonumente Freital im OT Potschappel: Halde am Schachtpunkt des ehemaligen Erdmuthen-Schachtes (siehe auch Sachgesamtheitsliste Stadt Freital, OT Potschappel – Obj. 09303864); wichtiges Zeugnis der Bergbautätigkeit | 08963918 |
| Direkt Bild zu diesem Denkmal hochladen | Bogenbrücke | Saalhausen (Karte)    | 1910er Jahre (Brücke) | Bogenbrücke | 08963707 |
| Direkt Bild zu diesem Denkmal hochladen | Transformatorenhäuschen im Stil der umgebenden Siedlung                                                                                         | Schweinsdorf (Karte)  | 1920er Jahre (Transformatorenstation) | Transformatorenhäuschen im Stil der umgebenden Siedlung | 08963978 |
| Direkt Bild zu diesem Denkmal hochladen | Feilenfabrik Mehlhose | Schweinsdorf (Karte)  | 1838 (Fabrik, alter Kern); um 1930 (Pförtnerhaus); 1898 (Maschinenhalle); um 1930 (Fabrikantenwohnhaus) | Ehemalige Feilenfabrik Mehlhose, bestehend aus den zur Dresdner Straße giebelständigen Gebäuden der früheren Schleiferei und der Härterei, der traufseitigen und als Verbindungsbau fungierenden ehemaligen Maschinenhalle, dem früheren Verwaltungsgebäude mit dem vermutlich 1930 angebauten Fabrikantenwohnhaus, dem ehemaligen Kesselhaus mit zugehörigem achteckigen Schornstein (inzwischen gekürzt) und später angebautem Werkstattgebäude, der früheren Schmiede mit achteckigem Schornstein (inzwischen gekürzt) und dem späteren Anbau der Glüherei sowie dem um 1930 errichteten Pförtnergebäude; bedeutendes und weitgehend original erhaltenes Zeugnis der Industriegeschichte Freitals, besonders im Kontext mit der angrenzenden früheren Thodeschen Papierfabrik bzw. der ehemaligen Rotgarnfärberei von Interesse, durch die beiden Klinkerschornsteine stark ortsbildprägend und signifikant für die auch als "Tal der Arbeit" bezeichnete Industrieregion | 08963891 |
| Direkt Bild zu diesem Denkmal hochladen | Gesamtanlage des gemeinschaftlich genutzten Weißeritz-Mühlgrabens                                                                               | Schweinsdorf (Karte)  | | besondere Bedeutung im Kontext der städtebaulich relevanten Objekte Egermühle, Lederfabrik und Papierfabrik, technikgeschichtlich von Bedeutung | 08963896 |
|                                         | Wegestein | Somsdorf (Karte)      | 19. Jahrhundert (Wegestein) | verkehrsgeschichtlich von Bedeutung | 08964088 |
| Direkt Bild zu diesem Denkmal hochladen | Königlich Sächsische Steinkohlenwerke Zauckerode (ehem.) – Albertschacht; Bergbaumonumente Freital (Sachgesamtheit)                             | Wurgwitz (Karte)      | 2. Hälfte 19. Jahrhundert (Bergbauanlage) | Einzeldenkmal der Sachgesamtheit Bergbaumonumente Freital im OT Wurgwitz: Maschinenhaus des ehemaligen Albertschachtes (siehe auch Sachgesamtheitsliste Stadt Freital, OT Wurgwitz – Obj. 09303865); einziges original erhaltenes Gebäude der früheren umfangreichen Anlage, von regionaler bergbaugeschichtlicher Relevanz | 08963934 |
| Direkt Bild zu diesem Denkmal hochladen | Königlich Sächsische Steinkohlenwerke Zauckerode (ehem.) – Albertschacht; Bergbaumonumente Freital                                              | Wurgwitz (Karte)      | 2. Hälfte 19. Jahrhundert (Bergbauanlagenteil) | Sachgesamtheitsbestandteil der Sachgesamtheit Bergbaumonumente Freital im OT Wurgwitz mit folgendem Einzeldenkmal: Maschinenhaus des ehemaligen Albertschachtes (siehe Einzeldenkmalliste – Obj. 08963934) (siehe auch Sachgesamtheitsliste Stadt Freital, OT Wurgwitz – Obj. 09303865); von regionaler bergbaugeschichtlicher Relevanz. | 09303865 |
| Direkt Bild zu diesem Denkmal hochladen | Eisenbahnbrücke | Wurgwitz (Karte)      | 19. Jahrhundert (Eisenbahnbrücke) | Wegeunterführung einer Bahntrasse, baugeschichtlich und eisenbahngeschichtlich von Bedeutung | 08963698 |
|                                         | Hammerteich | Wurgwitz (Karte)      | vermutlich 17. Jahrhundert (Teich) | Kunstteichanlage des sogenannten Hammerteiches, einschließlich des in Quadersandstein gefassten Überlaufes; frühes wassertechnisches Zeugnis von ortsgeschichtlicher Bedeutung | 08963935 |
| Direkt Bild zu diesem Denkmal hochladen | Königlich Sächsische Steinkohlenwerke Zauckerode (ehem.); Bergbaumonumente Freital (Sachgesamtheit)                                             | Zauckerode (Karte)    | Mitte 19. Jahrhundert -Mitte 20. Jahrhundert (Bergbauanlagenteil) | Sachgesamtheitsbestandteil der Sachgesamtheit Bergbaumonumente Freital im OT Zauckerode mit folgenden Einzeldenkmalen: 1. Königlich Sächsische Steinkohlenwerke Zauckerode (ehem.) – Mehnerschacht, Reste des Ventilatorfundamentes des Zauckeroder Wetterschachtes (siehe Einzeldenkmalliste – Obj. 08963931), 2. Königlich Sächsische Steinkohlenwerke Zauckerode (ehem.) a) Kontorhaus (sogenannte Kohlenschreiberei) des früheren Oppelschachtes sowie b) das 2003–2006 hierher translozierte Fördergerüst Schacht 2 des ehemaligen Wismut-Bergbaubetriebes Willy Agatz (Dresden-Gittersee) (siehe Einzeldenkmalliste – Obj. 08963933) (siehe auch Sachgesamtheitsliste Stadt Freital, OT Zauckerode – Obj. 09303866); wichtige bergbaugeschichtliche Zeugnisse der einst sehr umfangreichen und bedeutenden Schachtanlage der Königlich Sächsischen Steinkohlenwerke Zauckerode | 09303866 |
| Direkt Bild zu diesem Denkmal hochladen | Königlich Sächsische Steinkohlenwerke Zauckerode (ehem.) – Mehnerschacht; Zauckeroder Wetterschacht; Bergbaumonumente Freital (Sachgesamtheit)  | Zauckerode (Karte)    | um 1862 (Schacht) | Einzeldenkmal der Sachgesamtheit Bergbaumonumente Freital im OT Zauckerode: Reste des Ventilatorfundamentes des Zauckeroder Wetterschachtes(siehe auch Sachgesamtheitsliste Stadt Freital, OT Zauckerode – Obj. 09303866); technisches Denkmal | 08963931 |
| Direkt Bild zu diesem Denkmal hochladen | Königlich Sächsische Steinkohlenwerke Zauckerode (ehem.) – Kohlenschreiberei; Bergbaumonumente Freital (Sachgesamtheit)                         | Zauckerode (Karte)    | um 1880 (Kontorhaus); 1951 (Förderturm) | Einzeldenkmale der Sachgesamtheit Bergbaumonumente Freital im OT Zauckerode: Kontorhaus (sogenannte Kohlenschreiberei) des früheren Oppelschachtes sowie das 2003–2006 hierher translozierte Fördergerüst Schacht 2 des ehemaligen Wismut-Bergbaubetriebes Willy Agatz (Dresden-Gittersee) (siehe auch Sachgesamtheitsliste Stadt Freital, OT Zauckerode – Obj. 09303866); Kontorhaus wichtiges bergbaugeschichtliches Zeugnis der einst sehr umfangreichen und bedeutenden Schachtanlage der Königlich Sächsischen Steinkohlenwerke Zauckerode, Fördergerüst letztes Zeugnis der Gattung im Steinkohlengebiet Döhlener Becken, technikgeschichtliche Bedeutung | 08963933 |

## Glashütte, Stadt
| Bild                                    | Bezeichnung | Lage                     | Datierung | Beschreibung | ID       |
| --------------------------------------- | --- | ------------------------ | --- | --- | -------- |
| Direkt Bild zu diesem Denkmal hochladen | Müglitztalbahn (Sachgesamtheit); Brücke                                                                                      | Bärenhecke (Karte)       | 1937 (Eisenbahnbrücke) | Einzeldenkmal der Sachgesamtheit Müglitztalbahn, Teilabschnitt Glashütte, OT Bärenhecke: Betonträgerbrücke (siehe auch Sachgesamtheitsliste, OT Bärenhecke – Obj. 09303958); eisenbahngeschichtlich und verkehrsgeschichtlich von Bedeutung | 09302497 |
| Direkt Bild zu diesem Denkmal hochladen | Müglitztalbahn (Sachgesamtheit); Brücke                                                                                      | Bärenhecke (Karte)       | 1937 (Eisenbahnbrücke) | Einzeldenkmal der Sachgesamtheit Müglitztalbahn, Teilabschnitt Glashütte, OT Bärenhecke: Betonträgerbrücke (siehe auch Sachgesamtheitsliste, OT Bärenhecke – Obj. 09303958); eisenbahngeschichtlichund verkehrsgeschichtlich von Bedeutung | 09302498 |
| Direkt Bild zu diesem Denkmal hochladen | Müglitztalbahn (Sachgesamtheit); Brücke                                                                                      | Bärenhecke (Karte)       | 1938 (Eisenbahnbrücke) | Einzeldenkmal der Sachgesamtheit Müglitztalbahn, Teilabschnitt Glashütte, OT Bärenhecke: Betonbogenbrücke (siehe auch Sachgesamtheitsliste, OT Bärenhecke – Obj. 09303958); eisenbahngeschichtlich und verkehrsgeschichtlich von Bedeutung | 09302499 |
| Weitere Bilder                          | Mühle und Bäckerei Bärenhecke                                                                                                | Bärenhecke (Karte)       | 1898–1899 (Getreidemühle); 1920er und 1930er Jahre (Mühlentechnik) | Mühle mit Bäckerei, zum Teil mit historischer Technik; orts- und technikgeschichtliche Bedeutung | 09278394 |
| Weitere Bilder                          | Büttnermühle | Bärenhecke (Karte)       | Seitengebäude bezeichnet 1850 (Mühle) | Wohnmühlenhaus (Obergeschoss Fachwerk) und Feldstein-Seitengebäude sowie Graben und Wehr; ortshistorische Relevanz, Schlussstein jetzt am Haus Emil-Lange-Straße 1 in Glashütte (Obj. 09278274) | 09278264 |
| Direkt Bild zu diesem Denkmal hochladen | Hirtenwiesen (Sachgesamtheit)                                                                                                | Cunnersdorf (Karte)      | ab 1490 (Bergbau) | Sachgesamtheit Bergbaugebiet "Hirtenwiesen"; Stollen, Schächte, Halden und Mundlöcher einer historischen Bergbaulandschaft, bergbau- und regionalhistorische Bedeutung | 09278619 |
| Direkt Bild zu diesem Denkmal hochladen | Müglitztalbahn (Sachgesamtheit)                                                                                              | Cunnersdorf (Karte)      | 1937–1938 (Sachgesamtheitsbestandteil); 1937–1938 (Eisenbahnanlage) | Sachgesamtheitsbestandteil der Sachgesamtheit Müglitztalbahn, Teilabschnitt Glashütte, OT Cunnersdorf, ohne Einzeldenkmale, mit dem Sachgesamtheitsteil: Bachbrücke (km 14,721) sowie mit dem Gleiskörper (siehe auch Sachgesamtheitsliste, Gemeinde Heidenau – Obj. 09221668); Sachgesamtheit mit Hochbauten und Ingenieurbauten sowie den erhaltenen Zeugnissen der alten Schmalspurbahn in den Gemeinden Heidenau (ohne OT), Dohna (OT Dohna, Köttwitz), Müglitztal (OT Weesenstein, Burkhardtswalde, Mühlbach), Liebstadt (OT Großröhrsdorf), Glashütte (OT Bärenhecke, OT Cunnersdorf, Schlottwitz, Neudörfel, Rückenhain, Dittersdorf, Glashütte) und Altenberg (OT Bärenstein, Altenberg, Geising, Lauenstein), singuläre Anlage von überregionaler geschichtlicher Bedeutung | 09302486 |
| Weitere Bilder                          | Krug-Mühle | Cunnersdorf (Karte)      | 2. Hälfte 19. Jahrhundert (Mühle) | Mühle mit Anbau sowie Mühlgraben (ca. 350 m lang) und Wehr; von orts- und technikgeschichtlicher Bedeutung | 09278628 |
| Direkt Bild zu diesem Denkmal hochladen | Müglitztalbahn (Sachgesamtheit)                                                                                              | Dittersdorf (Karte)      | 1937 (Eisenbahnanlage); um 1937 (Stützmauer); 1937 (Sachgesamtheitsbestandteil) | Sachgesamtheitsbestandteil der Sachgesamtheit Müglitztalbahn, Teilabschnitt Glashütte, OT Dittersdorf, mit dem Einzeldenkmal: Haltepunkt Bärenhecke-Johnsbach (siehe Einzeldenkmalliste – Obj. 09278395) sowie den Sachgesamtheitsteilen: Anschlussstellwerk Kornhaus Bärenhecke (km 22,68), Anschlussstellwerk BHG Bärenhecke-Johnsbach (km 22,68) und Stützmauer (km 22,4) sowie mit dem Gleiskörper (siehe auch Sachgesamtheitsliste, Gemeinde Heidenau – Obj. 09221668); Sachgesamtheit mit Hochbauten und Ingenieurbauten sowie den erhaltenen Zeugnissen der alten Schmalspurbahn in den Gemeinden Heidenau (ohne OT), Dohna (OT Dohna, Köttwitz), Müglitztal (OT Weesenstein, Burkhardtswalde, Mühlbach), Liebstadt (OT Großröhrsdorf), Glashütte (OT Bärenhecke, OT Cunnersdorf, Schlottwitz, Neudörfel, Rückenhain, Dittersdorf, Glashütte) und Altenberg (OT Bärenstein, Altenberg, Geising, Lauenstein), singuläre Anlage von überregionaler geschichtlicher Bedeutung | 09302500 |
|                                         | Sachgesamtheit Königlich-Sächsische Triangulierung („Europäische Gradmessung im Königreich Sachsen“); Station 59 Dittershöhe | Dittersdorf (Karte)      | bezeichnet 1866 (Triangulationssäule) | Triangulationssäule; Station der Königlich-Sächsischen Triangulation, Netz 2. Ordnung, aufgesetztes Holzkreuz, wissenschaftlich und technikgeschichtlich von Bedeutung | 09278153 |
| Direkt Bild zu diesem Denkmal hochladen | Müglitztalbahn (Sachgesamtheit); Haltepunkt Bärenhecke-Johnsbach                                                             | Dittersdorf (Karte)      | 1938 (Empfangsgebäude) | Einzeldenkmal der Sachgesamtheit Müglitztalbahn, Teilabschnitt Glashütte, OT Dittersdorf: Bahnhofsgebäude (siehe auch Sachgesamtheitsliste, OT Dittersdorf – Obj. 09302500); eisenbahngeschichtlich, ortsgeschichtlich und verkehrsgeschichtlich von Bedeutung | 09278395 |
| Direkt Bild zu diesem Denkmal hochladen | Wegestein | Glashütte                | 19. Jahrhundert (Wegestein) | verkehrsgeschichtlich von Bedeutung | 09278152 |
| Direkt Bild zu diesem Denkmal hochladen | Müglitztalbahn (Sachgesamtheit)                                                                                              | Glashütte (Karte)        | 1937–1938 (Eisenbahnanlage); 1937–1938 (km 17,658); 1937–1938 (Eisenbahnübergang Wirtschaftsweg km 18); 1937–1938 (Eisenbahnübergang km 18,800); 1937–1938 (Brücke Brießnitzbach km 18,964)                                                                | Sachgesamtheitsbestandteil der Sachgesamtheit Müglitztalbahn, Teilabschnitt Glashütte, OT Glashütte, mit den Einzeldenkmalen: Brücke Müglitztal (km 17,066) – (siehe Einzeldenkmalliste – Obj. 09302488), Tunnel Brückenmühle (km 18,178) – (siehe Einzeldenkmalliste – Obj. 09302489), Brücke Müglitztal (km 18,373) – (siehe Einzeldenkmalliste – Obj. 09302490), Müglitzbrücke (km 18,921) – (siehe Einzeldenkmalliste – Obj. 09302491, Bahnhof Glashütte (siehe Einzeldenkmalliste – Obj. 09278227, Obj. 09278231, Obj. 09278234), Müglitzbrücke (km 19,508) – (siehe Einzeldenkmalliste – Obj. 09302493), Eisenbahnüberführung (km 19,745) – (siehe Einzeldenkmalliste – Obj. 09302494), Tunnel Gleisberg (siehe Einzeldenkmalliste – Obj. 09302495), Brücke Müglitztal (km 21,113) – (siehe Einzeldenkmalliste – Obj. 09302496), Brücke Müglitztal (km 21,275) – (siehe Einzeldenkmalliste – Obj. 09302497), Brücke Müglitztal (km 21,483) – (siehe Einzeldenkmalliste – Obj. 09302498), Brücke Müglitztal (km 22,014) – (siehe Einzeldenkmalliste – Obj. 09302499) sowie denSachgesamtheitsteilen: Müglitzbrücke (km 17,658), Stützmauer (km ca. 17,54-17,65), Durchlass Mühlgraben (km 18,343), Fußgängerunterführung (km 19,006), Eisenbahnübergang Wirtschaftsweg (km 18,616), Eisenbahnübergang (km 18,800), Stützmauer (km 18,85), Brücke Brießnitzbach (km 18,964), Anschlussstellwerk VEB Kohlenhandel (km 19,1) und Anschlussstellwerk Pappenund Kartonagenfabrik GmbH (km 19,3) sowie mit dem Gleiskörper (siehe auch Sachgesamtheitsliste, Gemeinde Heidenau – Obj. 09221668); Sachgesamtheit mit Hochbauten und Ingenieurbauten sowie den erhaltenen Zeugnissen der alten Schmalspurbahn in den Gemeinden Heidenau (ohne OT), Dohna (OT Dohna, Köttwitz), Müglitztal (OT Weesenstein, Burkhardtswalde, Mühlbach), Liebstadt (OT Großröhrsdorf), Glashütte (OT Bärenhecke, Cunnersdorf, Schlottwitz, Neudörfel, Rückenhain, Dittersdorf, Glashütte) und Altenberg (OT Bärenstein, Altenberg, Geising, Lauenstein), singuläre Anlage von überregionaler geschichtlicher Bedeutung | 09302487 |
| Direkt Bild zu diesem Denkmal hochladen | Müglitztalbahn (Sachgesamtheit); Brücke                                                                                      | Glashütte (Karte)        | 1937 (Eisenbahnbrücke) | Einzeldenkmal der Sachgesamtheit Müglitztalbahn, Teilabschnitt Glashütte, OT Glashütte: Betonträgerbrücke (siehe auch Sachgesamtheitsliste, OT Glashütte – Obj. 09302487); eisenbahngeschichtlich und verkehrsgeschichtlich von Bedeutung | 09302488 |
| Direkt Bild zu diesem Denkmal hochladen | Müglitztalbahn (Sachgesamtheit); Pilztunnel                                                                                  | Glashütte (Karte)        | 29. Juni 1936 – 31. Juli 1937 (Eisenbahntunnel) | Einzeldenkmal der Sachgesamtheit Müglitztalbahn, Teilabschnitt Glashütte, OT Glashütte: Eisenbahntunnel (siehe auch Sachgesamtheitsliste, OT Glashütte – Obj. 09302487); eisenbahngeschichtlich und verkehrsgeschichtlich von Bedeutung | 09302489 |
| Direkt Bild zu diesem Denkmal hochladen | Müglitztalbahn (Sachgesamtheit); Brücke                                                                                      | Glashütte (Karte)        | 01/1937 – 08/1938 (Eisenbahnbrücke) | Einzeldenkmal der Sachgesamtheit Müglitztalbahn, Teilabschnitt Glashütte, OT Glashütte: Betonträgerbrücke (siehe auch Sachgesamtheitsliste, OT Glashütte – Obj. 09302487); eisenbahngeschichtlich und verkehrsgeschichtlich von Bedeutung | 09302490 |
| Direkt Bild zu diesem Denkmal hochladen | Müglitztalbahn (Sachgesamtheit); Brücke                                                                                      | Glashütte (Karte)        | 1937–1938 (Eisenbahnbrücke) | Einzeldenkmal der Sachgesamtheit Müglitztalbahn, Teilabschnitt Glashütte, OT Glashütte: Betonträgerbrücke (siehe auch Sachgesamtheitsliste, OT Glashütte – Obj. 09302487); eisenbahngeschichtlich und verkehrsgeschichtlich von Bedeutung | 09302491 |
| Direkt Bild zu diesem Denkmal hochladen | Müglitztalbahn (Sachgesamtheit); Brücke                                                                                      | Glashütte (Karte)        | 1937 (Eisenbahnbrücke) | Einzeldenkmal der Sachgesamtheit Müglitztalbahn, Teilabschnitt Glashütte, OT Glashütte: Betonträgerbrücke (siehe auch Sachgesamtheitsliste, OT Glashütte – Obj. 09302487); eisenbahngeschichtlich und verkehrsgeschichtlich von Bedeutung | 09302493 |
| Direkt Bild zu diesem Denkmal hochladen | Müglitztalbahn (Sachgesamtheit); Brücke                                                                                      | Glashütte (Karte)        | 1937 (Eisenbahnbrücke) | Einzeldenkmal der Sachgesamtheit Müglitztalbahn, Teilabschnitt Glashütte, OT Glashütte: Bruchsteinbogenbrücke (siehe auch Sachgesamtheitsliste, OT Glashütte – Obj. 09302487); eisenbahngeschichtlich und verkehrsgeschichtlich von Bedeutung | 09302494 |
| Direkt Bild zu diesem Denkmal hochladen | Müglitztalbahn (Sachgesamtheit); Gleisbergtunnel                                                                             | Glashütte (Karte)        | 12. Oktober 1935 – 1936 (Eisenbahntunnel) | Einzeldenkmal der Sachgesamtheit Müglitztalbahn, Teilabschnitt Glashütte, OT Glashütte: Eisenbahntunnel (siehe auch Sachgesamtheitsliste, OT Glashütte – Obj. 09302487); eisenbahngeschichtlich und verkehrsgeschichtlich von Bedeutung | 09302495 |
| Direkt Bild zu diesem Denkmal hochladen | Müglitztalbahn (Sachgesamtheit); Brücke                                                                                      | Glashütte (Karte)        | 1937 (Eisenbahnbrücke) | Einzeldenkmal der Sachgesamtheit Müglitztalbahn, Teilabschnitt Glashütte, OT Glashütte: Betonträgerbrücke (siehe auch Sachgesamtheitsliste, OT Glashütte – Obj. 09302487); eisenbahngeschichtlich und verkehrsgeschichtlich von Bedeutung | 09302496 |
| Direkt Bild zu diesem Denkmal hochladen | Müglitztalbahn (Sachgesamtheit); Bahnmeisterei                                                                               | Glashütte (Karte)        | 1939 (Bahnmeisterei) | Einzeldenkmal der Sachgesamtheit Müglitztalbahn, Teilabschnitt Glashütte, OT Glashütte: ehemalige Bahnmeisterei (siehe auch Sachgesamtheitsliste, OT Glashütte – Obj. 09302487); in zeitgenössischer Formensprache der 1930er Jahre, eisenbahngeschichtlich und verkehrsgeschichtlich von Bedeutung | 09278231 |
| Direkt Bild zu diesem Denkmal hochladen | Müglitztalbahn (Sachgesamtheit); Bahnwärterhaus                                                                              | Glashütte (Karte)        | um 1890 (Bahnwärterhaus) | Einzeldenkmal der Sachgesamtheit Müglitztalbahn, Teilabschnitt Glashütte, OT Glashütte: Bahnwärterhaus (siehe auch Sachgesamtheitsliste, OT Glashütte – Obj. 09302487); rote und gelbe Klinkerfassade, älterer Bautyp der Eisenbahn, eisenbahngeschichtlich und verkehrsgeschichtlich von Bedeutung | 09278234 |
| Direkt Bild zu diesem Denkmal hochladen | Rechenmaschinenfabrik „Archimedes“ (ehem.)                                                                                   | Glashütte (Karte)        | 1922 (Fabrik) | Fabrikgebäude; von neoklassizistischen Elementen bestimmter Bau von guter Aufrisslinie, ortshistorische und architektonische Bedeutung | 09278236 |
| Direkt Bild zu diesem Denkmal hochladen | Transformatorenhäuschen | Glashütte (Karte)        | um 1920 (Transformatorenstation) | Transformatorenhäuschen | 09278237 |
|                                         | Kursächsische Postmeilensäulen (Sachgesamtheit)                                                                              | Glashütte (Karte)        | bezeichnet 1734 (Postdistanzsäule) | Postmeilensäule; Kopie einer Distanzsäule, verkehrsgeschichtlich von Bedeutung | 09278229 |
| Direkt Bild zu diesem Denkmal hochladen | Müglitztalbahn (Sachgesamtheit); Bahnhof Glashütte                                                                           | Glashütte (Karte)        | 1935–1938 (Personenbahnhof); 1938 (Empfangsgebäude); 1938 (Stellwerk); 1938 (Fußgängertunnel) | Einzeldenkmale der Sachgesamtheit Müglitztalbahn Teilabschnitt Glashütte, OT Glashütte: ehemaliges Empfangsgebäude, Stellwerk, Verbindungsbau und Fußgängerunterführung des Bahnhofs (siehe auch Sachgesamtheitsliste, OT Glashütte – Obj. 09302487); Bahnhof im Heimatstil der 1930er Jahre, eisenbahngeschichtlich, ortsgeschichtlich und verkehrsgeschichtlich von Bedeutung | 09278227 |
| Direkt Bild zu diesem Denkmal hochladen | Wegestein | Glashütte (Karte)        | 19. Jahrhundert (Wegestein) | verkehrsgeschichtlich von Bedeutung | 09278240 |
| Direkt Bild zu diesem Denkmal hochladen | Deutsche Uhrmacherschule (ehem.); Ingenieurschule für Feinwerktechnik (später)                                               | Glashütte (Karte)        | | Bauskulptur und Freitreppe der Uhrmacherschule sowie im Innern Kunstuhr von H. Goertz; künstlerisch und ortsgeschichtlich von Bedeutung | 09278225 |
| Direkt Bild zu diesem Denkmal hochladen | Wegestein | Hermsdorf (Karte)        | 19. Jahrhundert (Wegestein) | von verkehrshistorischer Bedeutung | 09278589 |
|                                         | Sachgesamtheit Königlich-Sächsische Triangulierung („Europäische Gradmessung im Königreich Sachsen“); Station 61 Wilisch     | Hirschbach (Karte)       | 1867 (Triangulationssäule); 1921 (Kriegerdenkmal) | Triangulationssäule, zum Kriegerdenkmal für die Gefallenen des 1. Weltkrieges umgestaltet; orts-, vermessungsund technikgeschichtlich von Bedeutung | 09278600 |
|                                         | Wegestein | Hirschbach (Karte)       | bezeichnet 1830 (Wegestein) | von verkehrsgeschichtlicher Bedeutung | 09278606 |
| Direkt Bild zu diesem Denkmal hochladen | Wegestein | Hirschbach (Karte)       | 19. Jahrhundert (Wegestein) | von verkehrsgeschichtlicher Bedeutung | 09278602 |
| Direkt Bild zu diesem Denkmal hochladen | Steinbogenbrücke | Hirschbach (Karte)       | | von verkehrshistorischer Bedeutung | 09278609 |
| Direkt Bild zu diesem Denkmal hochladen | Wegestein | Johnsbach (Karte)        | bez. 1835 (Wegestein) | verkehrsgeschichtlich von Bedeutung | 09300857 |
| Direkt Bild zu diesem Denkmal hochladen | Wegestein | Luchau (Karte)           | 19. Jahrhundert (Wegestein) | verkehrsgeschichtlich von Bedeutung | 09278291 |
| Direkt Bild zu diesem Denkmal hochladen | Wegestein | Luchau (Karte)           | bezeichnet 1836 (Wegestein) | verkehrsgeschichtlich von Bedeutung | 09278134 |
| Direkt Bild zu diesem Denkmal hochladen | Müglitztalbahn (Sachgesamtheit)                                                                                              | Neudörfel (Karte)        | 1937–1938 (Sachgesamtheitsbestandteil) | Sachgesamtheitsbestandteil der Sachgesamtheit Müglitztalbahn, Teilabschnitt Glashütte, OT Neudörfel, ohne Einzeldenkmale, mit dem Sachgesamtheitsteil: Gleiskörper (siehe auch Sachgesamtheitsliste, Gemeinde Heidenau – Obj. 09221668); Sachgesamtheit mit Hochbauten und Ingenieurbauten sowie den erhaltenen Zeugnissen der alten Schmalspurbahn in den Gemeinden Heidenau (ohne OT), Dohna (OT Dohna, Köttwitz), Müglitztal (OT Weesenstein, Burkhardtswalde, Mühlbach), Liebstadt (OT Großröhrsdorf), Glashütte (OT Bärenhecke, Cunnersdorf, Schlottwitz, Neudörfel, Rückenhain, Dittersdorf, Glashütte) und Altenberg (OT Bärenstein, Altenberg, Geising, Lauenstein), singuläre Anlage von überregionaler geschichtlicher Bedeutung | 09304277 |
| Direkt Bild zu diesem Denkmal hochladen | Schmiede | Niederfrauendorf (Karte) | Ende 19. Jahrhundert (Schmiede) | von technikgeschichtlicher Bedeutung, da ursprüngliche Ausstattung weitestgehend erhalten | 09278655 |
|                                         | Sachgesamtheit Königlich-Sächsische Triangulierung („Europäische Gradmessung im Königreich Sachsen“); Station 60 Kohlkuppe   | Oberfrauendorf           | 1867 (Triangulationssäule) | Triangulationssäule; Station 2. Ordnung, vermessungsgeschichtlich und technikgeschichtlich von Bedeutung | 09305036 |
| Direkt Bild zu diesem Denkmal hochladen | Wegestein | Oberfrauendorf (Karte)   | Mitte 19. Jahrhundert (Wegestein) | von verkehrshistorischer Bedeutung | 09278635 |
| Direkt Bild zu diesem Denkmal hochladen | Steinbogenbrücke | Oberfrauendorf (Karte)   | Mitte 19. Jahrhundert (Straßenbrücke) | von verkehrshistorischer Bedeutung | 09278641 |
| Direkt Bild zu diesem Denkmal hochladen | Wegestein | Reinhardtsgrimma (Karte) | 19. Jahrhundert (Wegestein) | von verkehrshistorischer Bedeutung | 09278581 |
|                                         | Wegestein | Reinhardtsgrimma (Karte) | 19. Jahrhundert (Wegestein) | von verkehrshistorischer Bedeutung | 09278587 |
| Direkt Bild zu diesem Denkmal hochladen | Steinbogenbrücke | Reinhardtsgrimma (Karte) | 1. Hälfte 19. Jahrhundert (Straßenbrücke) | von verkehrshistorischer Bedeutung | 09278718 |
| Direkt Bild zu diesem Denkmal hochladen | Brettmühle | Reinhardtsgrimma (Karte) | 1816 (Mühle); bezeichnet 1816 (Nebengebäude/Schlußstein) | Ehemalige Mühle und Nebengebäude; von ortshistorischer Bedeutung | 09278580 |
| Direkt Bild zu diesem Denkmal hochladen | Müglitztalbahn (Sachgesamtheit)                                                                                              | Rückenhain (Karte)       | 1937–1938 (Sachgesamtheitsbestandteil) | Sachgesamtheitsbestandteil der Sachgesamtheit Müglitztalbahn, Teilabschnitt Glashütte, OT Rückenhain, ohne Einzeldenkmale, mit dem Sachgesamtheitsteil: Gleiskörper (siehe auch Sachgesamtheitsliste, Gemeinde Heidenau – Obj. 09221668); Sachgesamtheit mit Hochbauten und Ingenieurbauten sowie den erhaltenen Zeugnissen der alten Schmalspurbahn in den Gemeinden Heidenau (ohne OT), Dohna (OT Dohna, Köttwitz), Müglitztal (OT Weesenstein, Burkhardtswalde, Mühlbach), Liebstadt (OT Großröhrsdorf), Glashütte (OT Bärenhecke, Cunnersdorf, Schlottwitz, Neudörfel, Rückenhain, Dittersdorf, Glashütte) und Altenberg (OT Bärenstein, Altenberg, Geising, Lauenstein), singuläre Anlage von überregionaler geschichtlicher Bedeutung | 09304363 |
|                                         | Müglitztalbahn (Sachgesamtheit)                                                                                              | Schlottwitz (Karte)      | 1937 (Eisenbahnanlage); 1937–1938 (Cunnersdorfer Straße km 13,622); 1937–1938 (Schlottwitz GmbH); 1937 (Müglitzbrücke km 13,880); 1937–1938 (Brücke Schlottwitzgrundbach km 13,244); 1937–1938 (Mühlgraben km 13,856); 1937–1938 (Müglitzbrücke km 14,742) | Sachgesamtheitsbestandteil der Sachgesamtheit Müglitztalbahn, Teilabschnitt Glashütte, OT Schlottwitz, mit den Einzeldenkmalen: Bahnhof mit Empfangsgebäude (Nr. 12), Stellwerk, Bahnwärterhaus, Bahngebäude (Nr. 14) sowie Eisenbahnbrücke (km 12,674) (siehe Einzeldenkmalliste – Obj. 09278143), Haltepunkt Oberschlottwitz (siehe Einzeldenkmalliste – Obj. 09278147) und Brücke Müglitztal (km 15,651, HSO über NN 269) – (siehe Einzeldenkmalliste – Obj. 09302484) sowie die Sachgesamtheitsteile: Brücke Schlottwitzgrundbach (km 13,44), Bahnübergang Cunnersdorfer Straße (km 13,622), Brücke Mühlgraben (km 13,856), Müglitzbrücke (km 13,880) und Müglitzbrücke (km 14,742, HSO über NN 255) sowie mit dem Gleiskörper (siehe auch Sachgesamtheitsliste, Gemeinde Heidenau – Obj. 09221668); Sachgesamtheit mit Hochbauten und Ingenieurbauten sowie den erhaltenen Zeugnissen der alten Schmalspurbahn in den Gemeinden Heidenau (ohne OT), Dohna (OT Dohna, Köttwitz), Müglitztal (OT Weesenstein, Burkhardtswalde, Mühlbach), Liebstadt (OT Großröhrsdorf), Glashütte (OT Bärenhecke, OT Cunnersdorf, Schlottwitz, Neudörfel, Rückenhain, Dittersdorf, Glashütte) und Altenberg (OT Bärenstein, Altenberg, Geising, Lauenstein), singuläre Anlage von überregionaler geschichtlicher Bedeutung | 09302482 |
|                                         | Müglitztalbahn (Sachgesamtheit); Brücke                                                                                      | Schlottwitz (Karte)      | 1937 (Eisenbahnbrücke) | Einzeldenkmal der Sachgesamtheit Müglitztalbahn, Teilabschnitt Glashütte, OT Schlottwitz: Betonträgerbrücke (siehe auch Sachgesamtheitsliste, OT Schlottwitz – Obj. 09302482); eisenbahngeschichtlich und verkehrsgeschichtlich von Bedeutung | 09302484 |
| Weitere Bilder                          | Kursächsische Postmeilensäulen (Sachgesamtheit)                                                                              | Schlottwitz (Karte)      | bezeichnet 1729 und bezeichnet 1744 (Postdistanzsäule) | Postmeilensäule; Reststück einer Distanzsäule, verkehrsgeschichtlich von Bedeutung | 09303843 |
| Weitere Bilder                          | Müglitztalbahn (Sachgesamtheit); Haltepunkt Oberschlottwitz                                                                  | Schlottwitz (Karte)      | 1939 (Empfangsgebäude) | Einzeldenkmal der Sachgesamtheit Müglitztalbahn, Teilabschnitt Glashütte, OT Schlottwitz: Bahnhofsgebäude (siehe auch Sachgesamtheitsliste, OT Schlottwitz – Obj. 09302482); eisenbahngeschichtlich, ortsgeschichtlich und verkehrsgeschichtlich von Bedeutung | 09278147 |
| Weitere Bilder                          | Müglitztalbahn (Sachgesamtheit); Bahnhof Niederschlottwitz                                                                   | Schlottwitz (Karte)      | 1938 (Empfangsgebäude); 1938 (Stellwerk); 1937 (Eisenbahnbrücke) | Einzeldenkmal der Sachgesamtheit Müglitztalbahn, Teilabschnitt Glashütte, OT Schlottwitz: Bahnhof mit Empfangsgebäude (Nr. 12), Stellwerk, Bahnwärterhaus, Bahngebäude (Nr. 14) sowie Eisenbahnbrücke (siehe auch Sachgesamtheitsliste, OT Schlottwitz – Obj. 09302482); eisenbahngeschichtlich, ortsgeschichtlich und verkehrsgeschichtlich von Bedeutung | 09278143 |
| Weitere Bilder                          | Neumühle | Schlottwitz (Karte)      | 1. Hälfte 19. Jahrhundert (Mühle); um 1900 (Fabrikgebäude) | Wohnmühlenhaus (Feldstein), Reste vom Wasserbau und Fabrikgebäude mit schönem Original-Klinkerschornstein; ortshistorische Bedeutung | 09278145 |

## Gohrisch
| Bild                                    | Bezeichnung                   | Lage                              | Datierung                                                 | Beschreibung | ID       |
| --------------------------------------- | ----------------------------- | --------------------------------- | --------------------------------------------------------- | --- | -------- |
| Direkt Bild zu diesem Denkmal hochladen | Wegestein                     | Cunnersdorf b. Königstein (Karte) | 19. Jahrhundert (Wegestein)                               | verkehrsgeschichtlich von Bedeutung | 09302461 |
| Direkt Bild zu diesem Denkmal hochladen | Wegestein                     | Cunnersdorf b. Königstein (Karte) | 19. Jahrhundert (Wegestein)                               | verkehrsgeschichtlich von Bedeutung | 09223552 |
| Direkt Bild zu diesem Denkmal hochladen | Floßfang                      | Cunnersdorf (Karte)               | um 1840 (Uferbefestigung)                                 | Sandsteinmauer als Einfassung des Baches; straßenbildprägend von Bedeutung                                                                 | 09223549 |
| Direkt Bild zu diesem Denkmal hochladen | Altes Mühlenwehr              | Cunnersdorf b. Königstein (Karte) | um 1900 (Schleuse)                                        | Hölzerne Schleuse am Mühlgraben; technikgeschichtlich von Bedeutung                                                                        | 09223497 |
| Direkt Bild zu diesem Denkmal hochladen | Hirsestampftopf aus Sandstein | Gohrisch, Kurort (Karte)          | 1675 (Landwirtschaftsnutzbau)                             | landwirtschaftsgeschichtlich von Bedeutung                                                                                                 | 09223712 |
| Direkt Bild zu diesem Denkmal hochladen | Wegestein und Grenzstein      | Kleinhennersdorf (Karte)          | 19. Jahrhundert (Wegestein); 19. Jahrhundert (Grenzstein) | verkehrsgeschichtlich und ortsgeschichtlich von Bedeutung                                                                                  | 09224685 |
| Direkt Bild zu diesem Denkmal hochladen | Wegestein                     | Kleinhennersdorf (Karte)          | 19. Jahrhundert (Wegestein)                               | verkehrsgeschichtlich von Bedeutung | 09304539 |
| Direkt Bild zu diesem Denkmal hochladen | Wegestein                     | Kleinhennersdorf (Karte)          | 19. Jahrhundert (Wegestein)                               | verkehrsgeschichtlich von Bedeutung | 09304540 |
| Direkt Bild zu diesem Denkmal hochladen | Liethenmühle                  | Kleinhennersdorf (Karte)          | bezeichnet 1572 (Mühle)                                   | Ehemaliges Mühlengebäude mit jüngerem Anbau; heute Gaststätte, Obergeschoss Fachwerk, baugeschichtlich und ortsgeschichtlich von Bedeutung | 09224675 |
| Direkt Bild zu diesem Denkmal hochladen | Wegestein                     | Papstdorf (Karte)                 | 19. Jahrhundert (Wegestein)                               | verkehrshistorisch von Bedeutung | 09302027 |
| Direkt Bild zu diesem Denkmal hochladen | Wegestein                     | Papstdorf (Karte)                 | 19. Jahrhundert (Wegestein)                               | verkehrshistorisch von Bedeutung | 09302028 |

## Hartmannsdorf-Reichenau
| Bild                                    | Bezeichnung                                                      | Lage                  | Datierung                                                                          | Beschreibung | ID       |
| --------------------------------------- | ---------------------------------------------------------------- | --------------------- | ---------------------------------------------------------------------------------- | --- | -------- |
| Direkt Bild zu diesem Denkmal hochladen | Mundloch eines Stollens                                          | Hartmannsdorf (Karte) | Anf. 20. Jh. (Mundloch)                                                            | technikgeschichtlich von Bedeutung | 09277660 |
| Direkt Bild zu diesem Denkmal hochladen | Teichständer                                                     | Hartmannsdorf (Karte) | bezeichnet 1727 (Teichständer)                                                     | technikgeschichtlich von Bedeutung | 09277654 |
| Direkt Bild zu diesem Denkmal hochladen | Wohnstallhaus und Scheune eines Zweiseithofes                    | Hartmannsdorf (Karte) | 1. Hälfte 19. Jahrhundert (Wohnstallhaus); um 1900 (Scheune)                       | beide Gebäude Obergeschoss Fachwerk, u. a. baugeschichtliche Bedeutung | 09277653 |
| Direkt Bild zu diesem Denkmal hochladen | Wegestein                                                        | Hartmannsdorf         | bezeichnet 1864 (Wegestein)                                                        | verkehrsgeschichtlich von Bedeutung | 09277656 |
| Weitere Bilder                          | Lehnmühlen-Talsperre                                             | Hartmannsdorf (Karte) | 1927–1932 (Talsperre)                                                              | Weißeritztalsperre Lehnmühle: mit Staumauer mit zwei Türmen (ein Turm im oberen Teil ergänzt) mit originalen Türen, dazwischen Mauer mit Rundbogenfries, Sammelbecken mit abführendem Kanal und Brücke, zwei Transformatorenhäuschen und Generatorenhaus, Zyklopenmauerwerk, stilistisch beeinflusst von der Neuen Sachlichkeit, zwei zeitgenössische Metalltore mit Schrift bzw. Emblem; technik- und regionalgeschichtlich von Bedeutung, Mauerhöhe 50 m, im Tal zwei museal aufgestellte alte Turbinen, bezeichnet 1929 | 09277633 |
| Direkt Bild zu diesem Denkmal hochladen | Kalkofen (Rest)                                                  | Reichenau (Karte)     | vor 1800 (Kalkofen)                                                                | Kalkofen (Rest) | 09277665 |
| Direkt Bild zu diesem Denkmal hochladen | Wegestein                                                        | Reichenau             | 19. Jahrhundert (Wegestein)                                                        | verkehrsgeschichtlich von Bedeutung | 09277610 |
| Weitere Bilder                          | Weicheltmühle                                                    | Reichenau (Karte)     | 1807 (Mühle); 1807–1811 (Seitengebäude); 1928 (Quetsche)                           | Wohnmühlenhaus (Obergeschoss Fachwerk) und zwei Seitengebäude eines Mühlenanwesens, mit Hofpflasterung, technischer Anlage, Wasserbau und oberschlächtigem Wasserrad sowie Bogenbrücke unterhalb; in der Mühle Ausstellungsraum mit Mühleninventar sowie Tafel zur Geschichte der Mühle; technisches Denkmal und ortsgeschichtliche Bedeutung | 09277605 |
| Weitere Bilder                          | Illingmühle                                                      | Reichenau (Karte)     | um 1860 (Schneidemühle)                                                            | Mühlenensemble (Schneidemühle, Wohnhaus, Scheune) mit technischer Ausstattung und wassertechnischer Anlage; technisches Denkmal und ortshistorische Bedeutung | 09277608 |
| Direkt Bild zu diesem Denkmal hochladen | Wegestein                                                        | Reichenau             | 19. Jahrhundert (Wegestein)                                                        | verkehrsgeschichtlich von Bedeutung | 09277597 |
| Direkt Bild zu diesem Denkmal hochladen | Wegestein                                                        | Reichenau             | 19. Jahrhundert (Wegestein)                                                        | verkehrsgeschichtlich von Bedeutung | 09277630 |
| Direkt Bild zu diesem Denkmal hochladen | Teichhaus, mit Ständerfunktion                                   | Reichenau (Karte)     |                                                                                    | heimatgeschichtliche Bedeutung | 09277663 |
| Direkt Bild zu diesem Denkmal hochladen | Grubenanlage und Halden Friedrich Christoph und Friedrich August | Reichenau (Karte)     | ab 14. Jahrhundert (Huthaus); Schlussstein im Türgewände bezeichnet 1795 (Huthaus) | Ehemaliges Huthaus (Obergeschoss Holzkonstruktion), vier Haldenzüge der Grubenanlage Friedrich Christoph und Haldenzug Friedrich August; ortshistorische Relevanz | 09277662 |
| Direkt Bild zu diesem Denkmal hochladen | Sandstein-Bogenbrücke                                            | Reichenau (Karte)     |                                                                                    | Sandstein-Bogenbrücke | 09277631 |

## Heidenau, Stadt
| Bild                                    | Bezeichnung                                                                                                | Lage    | Datierung | Beschreibung | ID       |
| --------------------------------------- | --- | ------- | --- | --- | -------- |
| Direkt Bild zu diesem Denkmal hochladen | Eisenbahnbrücke über die Müglitz                                                                           | (Karte) | um 1910 (Eisenbahnbrücke) | genietete Stahlfachwerk-Brücke, Relikt eines ortsgeschichtlich bedeutenden Industriegleises | 09300347 |
| Direkt Bild zu diesem Denkmal hochladen | Mühlgraben                                                                                                 | (Karte) | 16. Jahrhundert und später (Mühlgraben) | Mühlgraben mit allen wassertechnischen Anlagen (siehe auch Dohna, Stadt – OT Dohna, Obj. 09224911); von ortsgeschichtlicher, stadtbildprägender und technikgeschichtlicher Bedeutung | 09229240 |
| Direkt Bild zu diesem Denkmal hochladen | Stützpfeiler einer Kohleförderanlage                                                                       | (Karte) | 1914–1915 (Kohleförderanlage) | technikgeschichtliche Bedeutung | 09223078 |
| Weitere Bilder                          | Kleinsedlitzer Wasserturm                                                                                  | (Karte) | 1949–1951 (Wasserturm) | Wasserturm; Ziegelbau mit Flachdach, im Stil der Moderne, Rundturm zur Wasserversorgung von Groß- und Kleinsedlitz, baugeschichtlich und technikgeschichtlich von Bedeutung | 09221724 |
| Direkt Bild zu diesem Denkmal hochladen | Müglitztalbahn (Sachgesamtheit)                                                                            | (Karte) | 1935–1939, Reste der Schmalspurbahn 19. Jahrhundert (Eisenbahnanlage); 1936 (Brücke Hauptstraße); 1938 (Brücke Güterbahnhofstraße)                                          | Sachgesamtheit Müglitztalbahn mit folgenden Einzeldenkmalen im Teilabschnitt Heidenau: Empfangsgebäude und Stellwerk des Bahnhofs (siehe Einzeldenkmalliste – Obj. 09302459, Siegfried-Rädel-Straße 1) sowie folgende Sachgesamtheitsteilen: die Eisenbahnüberführung Güterbahnhofstraße (km 0,087) und Eisenbahnüberführung Hauptstraße (B 172, km 0,663), weiterhin mit folgenden Sachgesamtheitsbestandteilen in den Gemeinden Altenberg (OT Altenberg – Obj. 09302512, OT Bärenstein – Obj. 09302501, Geising – Obj. 09302509, Lauenstein – Obj. 09302503), Dohna (OT Dohna – Obj. 09302460, Köttewitz – Obj. 09302470), Glashütte (OT Bärenhecke – Obj. 09303958, OT Cunnersdorf – Obj. 09302486, OT Dittersdorf – Obj. 09302500, OT Glashütte – Obj. 09302487, OT Neudörfel – Obj. 09304277, OT Rückenhain – Obj. 09304363, OT Schlottwitz – Obj. 09302482), Liebstadt (OT Großröhrsdorf – Obj. 09302481), Müglitztal (OT Burkhardswalde – Obj. 09302477, OT Mühlbach-Obj. 09302479 und Weesenstein – Obj. 09302475); singuläre Anlage einer Schmalspurbahn von technikgeschichtlicher und überregionaler geschichtlicher Bedeutung, bedeutsames Denkmal der Eisenbahngeschichte | 09221668 |
| Direkt Bild zu diesem Denkmal hochladen | Brauerei Großsedlitz                                                                                       | (Karte) | 1930er Jahre (Brauerei) | Ehemalige Brauerei; langgestreckter, zweigeschossiger Putzbau, ortsgeschichtlich von Bedeutung | 09221382 |
|                                         | Erlichtmühle Heidenau                                                                                      | (Karte) | bezeichnet 1922 (Mühle) | Mühlengebäude (Nr. 26) und Nebengebäude (Nr. 28) der Mühle; Hauptgebäude ein großer, dreigeschossiger Putzbau mit Lisenengliederung im Reformstil der Zeit nach 1910, baugeschichtlich und ortsgeschichtlich von Bedeutung | 09221451 |
|                                         | Max-Walther-Brücke                                                                                         | (Karte) | 19. Jahrhundert (Brücke); nach 1945 (Gedenktafel) | Straßenbrücke über die Müglitz, mit Gedenktafel für Max Walther; Bogenbrücke mit zwei Sandsteinbögen, Gedenktafel zur Erinnerung an den Heimatforscher Max Walther (1879–1944), ortsgeschichtliche und verkehrsgeschichtliche Bedeutung | 09221628 |
|                                         | Mittelmühle; Drogenmühle                                                                                   | (Karte) | um 1905 (Wohnhaus); bezeichnet 1797 (Nebengebäude); bezeichnet 1697 (Torbogen)                                                                                              | Mühlenanwesen mit Wohnhaus, Seitengebäude, Scheune und Hofmauer (mit Torbogen und Pforte) sowie Nebengebäude jenseits des Mühlgrabens; alte Ortslage Mügeln, geschlossen erhaltene Hofanlage, Hauptgebäude im Schweizerstil der Zeit um 1900 umgebaut, hinteres Nebengebäude eingeschossiger Massivbau mit zwei Korbbogenportalen, von ortsgeschichtlicher und wirtschaftsgeschichtlicher Bedeutung | 09221636 |
| Direkt Bild zu diesem Denkmal hochladen | Mitteldeutsche Druckanstalt (ehem.)                                                                        | (Karte) | um 1905 (Druckerei) | Druckereigebäude; großer, frei stehender Längsbau, reich durchfenstert, von baugeschichtlicher und ortsgeschichtlicher sowie besonderer städtebaulicher Bedeutung | 09221579 |
| Direkt Bild zu diesem Denkmal hochladen | Rockstroh-Werke (ehem.); VEB Druckmaschinenwerk Victoria (ehem.)                                           | (Karte) | 1890er Jahre (Fabrikgebäude); um 1930 (Hauptgebäude der Fabrik) | Drei Fabrikgebäude und Einfriedung des ehemaligen Druckmaschinenwerkes; Hauptbau ein sachlicher Skelettbau der 1920er/1930er Jahre, zwei ältere Ziegelbauten des 19. Jahrhunderts im Stil des Historismus, baugeschichtliche, technikhistorische und ortsgeschichtliche Bedeutung | 09221413 |
|                                         | Bahnhof Heidenau-Nord; Eisenbahnstrecke Bodenbach – Dresden                                                | (Karte) | um 1870 (Empfangsgebäude) | Ehem. Empfangsgebäude (später Wohnhaus); frei stehender Putzbau mit Walmdach, klassizistisch wirkende Fassade, die zu den Bahngleisen gerichtete Fassade mit Mittelrisalit und Dreiecksgiebel, eisenbahngeschichtlich, ortsgeschichtlich und baugeschichtlich von Bedeutung | 09221443 |
| Direkt Bild zu diesem Denkmal hochladen | Sog. Pechhütte                                                                                             | (Karte) | um 1900 (Wohnhaus) | Wohnhaus in offener Bebauung, mit unterirdischem Gang sowie Wasserrad und Gedenkstein; gründerzeitlicher Putzbau mit Ziegelgliederung und Gesprengegiebel, Gedenkstein für die ehemalige Sarische Mühle, ortsgeschichtlich von Bedeutung | 09221383 |
| Weitere Bilder                          | Lugturm | (Karte) | bezeichnet 1880 (Aussichtsturm) | Aussichtsturm; ortsgeschichtlich und tourismusgeschichtlich von Bedeutung | 09221415 |
| Direkt Bild zu diesem Denkmal hochladen | Glockenturm                                                                                                | (Karte) | 1. Drittel 20. Jahrhundert (Glockenturm) | hölzerner Glockenturm auf massivem Sockel, gehört zur Lutherkirche, Fröbelstraße 3, ortsgeschichtlich von Bedeutung | 09221756 |
| Direkt Bild zu diesem Denkmal hochladen | Gaswerk Mügeln                                                                                             | (Karte) | um 1905 (Verwaltungsgebäude) | Verwaltungsgebäude des ehemaligen Gaswerkes; um 1900 eines der ersten Ferngaswerke Sachsens, Bau mit Einflüssen des Reformstils, ortsgeschichtliche und baugeschichtliche Bedeutung | 09221703 |
|                                         | Bahnhof Heidenau-Süd                                                                                       | (Karte) | 1929 (Empfangsgebäude) | Empfangsgebäude eines Bahnhofs; quergelagerter Bau mit überhöhtem Mittelteil, interessante Eingangsgestaltung im Stil der 1920er Jahre, Teil einer kleinen Platzanlage (vgl. Flügelbauten Pirnaer Straße Nr. 30 und 32), baugeschichtlich und ortsgeschichtlich von Bedeutung | 09221601 |
| Direkt Bild zu diesem Denkmal hochladen | Chromound Kunstdruck-Papierfabrik Krause & Baumann Dresden-Heidenau; Lutherstein                           | (Karte) | um 1900 (Fabrikgebäude); 1883 (Luthereiche) | Hauptgebäude und Nebengebäude einer Papierfabrik sowie Luthereiche (Gartendenkmal) mit Gedenkstein und Kriegerdenkmal für die Gefallenen des 1. Weltkrieges auf dem Fabrikgelände; Hauptgebäude Putzbau mit zwei Ecktürmen, Werkhalle Putzfassade mit Klinkergliederung, Kriegerdenkmal für die gefallenen Arbeiter der Papierfabrik, Architekt: Otto Reinhardt, 1883 anlässlich des 400. Geburtstages von Martin Luther neben Eingang der Papierfabrik eine Eiche gepflanzt, von entscheidender ortshistorischer, baugeschichtlicher und städtebaulicher Bedeutung | 09221774 |
| Direkt Bild zu diesem Denkmal hochladen | Pumpenschachthaus                                                                                          | (Karte) | bezeichnet 1922 (Pumpenhaus) | ortsgeschichtlich von Bedeutung | 09221788 |
|                                         | Industrieturm                                                                                              | (Karte) | 1916 (Industrieturm) | fünfgeschossiges Gebäude, industriegeschichtliche und baugeschichtliche Bedeutung | 09229977 |
|                                         | Stellwerk B1; Bahnhof Heidenau-Nord; Eisenbahnstrecke Bodenbach – Dresden (heute Děčín – Dresden-Neustadt) | (Karte) | 1976 (Stellwerksturm); 1976 (Nebengebäude) | Stellwerksturm und Nebengebäude; Typenbau der Deutschen Reichsbahn, eisenbahngeschichtlich und baugeschichtlich von Bedeutung, als eines der letzten erhaltenen Stellwerke dieser Bauart von besonderem Seltenheitswert | 09305741 |
|                                         | Müglitztalbahn (Sachgesamtheit); Bahnhof Heidenau-Nord; Eisenbahnstrecke Bodenbach – Dresden               | (Karte) | 1890 (Empfangsgebäude); 1934–1936 (Reiterstellwerk) | Einzeldenkmale der Sachgesamtheit Müglitztalbahn, Teilabschnitt Heidenau: Empfangsgebäude und Stellwerk eines Bahnhofs (siehe auch Sachgesamtheitsliste – Obj. 09221668); Empfangsgebäude gründerzeitlicher Klinkerbau und baugeschichtlich regional singulär, Stellwerk in der Formensprache der 1930er Jahre, Anfangsstation der Müglitztalbahn, eisenbahngeschichtlich, ortsgeschichtlich und baugeschichtlich von Bedeutung | 09302459 |
| Direkt Bild zu diesem Denkmal hochladen | Maschinenfabrik J. M. Lehmann Dresden-Heidenau                                                             | (Karte) | 1924 (Kontorgebäude); 1942 (Sanitärgebäude); um 1910 (Fachwerkgebäude rechts des Eingangs); 1921 (Haupt-Fertigungsgebäude); 1920er/1930er Jahre (weitere Fertigungsgebäude) | Fabrik mit Pförtnerhaus und Kontorgebäude (Nr. 2), Maschinenhaus, Holzbearbeitungshalle, Garage, drei Werkshallen (Nr. 4), Sanitärgebäude, Lagergebäude, Fachwerkgebäude mit Verbindungsbau und auf dem Fabrikgelände Gedenkstein für Alwin Höntzsch; Fabrikbauten überwiegend in Ziegelbauweise, Kontorgebäude im Stil der Moderne der 1920er Jahre, Gedenkstein für den antifaschistischen Widerstandskämpfer Alwin Höntzsch, ortsgeschichtliche und technikgeschichtliche Bedeutung | 09221427 |

## Hermsdorf/Erzgeb.
| Bild                                    | Bezeichnung                                                                                | Lage                      | Datierung                             | Beschreibung | ID       |
| --------------------------------------- | ------------------------------------------------------------------------------------------ | ------------------------- | ------------------------------------- | --- | -------- |
| Direkt Bild zu diesem Denkmal hochladen | Bruchstein-Bogenbrücke                                                                     | Hermsdorf/Erzgeb. (Karte) | 19. Jahrhundert (Straßenbrücke)       | technisches Denkmal                                                                                                  | 09277974 |
| Direkt Bild zu diesem Denkmal hochladen | Wegestein                                                                                  | Hermsdorf/Erzgeb. (Karte) | 19. Jahrhundert (Wegestein)           | verkehrshistorisches Dokument                                                                                        | 09278024 |
| Direkt Bild zu diesem Denkmal hochladen | Herrenbrunnen                                                                              | Hermsdorf/Erzgeb. (Karte) | nach 1473 (Brunnen)                   | Rest eines Brunnengewölbes und Teich; ortshistorische Relevanz                                                       | 09277961 |
| Direkt Bild zu diesem Denkmal hochladen | Wegestein                                                                                  | Hermsdorf/Erzgeb. (Karte) | 1. Hälfte 19. Jahrhundert (Wegestein) | verkehrsgeschichtlich von Bedeutung                                                                                  | 09303997 |
| Direkt Bild zu diesem Denkmal hochladen | Mangelgebäude mit Wäschemangel                                                             | Hermsdorf/Erzgeb. (Karte) | 19. Jahrhundert (Seitengebäude)       | hauswirtschaftsgeschichtliche und ortshistorische Relevanz                                                           | 09278029 |
| Direkt Bild zu diesem Denkmal hochladen | Feldstein-Kalkofen und Feldsteingebäude                                                    | Hermsdorf/Erzgeb. (Karte) | 1923 (Kalkofen)                       | technisches Denkmal                                                                                                  | 09277991 |
| Direkt Bild zu diesem Denkmal hochladen | Bahntrasse, Bahnhofsgebäude und zwei Wasserkräne der ehemaligen Bahnstrecke Holzhau–Moldau | Neuhermsdorf (Karte)      | 1885 (Empfangsgebäude)                | v. a. regionalgeschichtliche Bedeutung                                                                               | 09277992 |
| Weitere Bilder                          | Herklotzmühle                                                                              | Seyde (Karte)             |                                       | Technik der Herklotzmühle; technikgeschichtlich von Bedeutung                                                        | 09278027 |
|                                         | Zinnbrücke                                                                                 | Seyde (Karte)             | um 1700 (Straßenbrücke)               | Historische Brücke (zweibogig) und Graben der Herklotzmühle; baugeschichtlich und technikgeschichtlich von Bedeutung | 09277995 |
|                                         | Wegestein                                                                                  | Seyde (Karte)             | 19. Jahrhundert (Wegestein)           | verkehrsgeschichtlich von Bedeutung                                                                                  | 09303999 |

## Hohnstein, Stadt
| Bild                                    | Bezeichnung                                                                                           | Lage                   | Datierung                                                                                                 | Beschreibung | ID       |
| --------------------------------------- | --- | ---------------------- | --- | --- | -------- |
| Direkt Bild zu diesem Denkmal hochladen | Transformatorenhäuschen                                                                               | Cunnersdorf (Karte)    | 1920er Jahre (Transformatorenstation)                                                                     | technikgeschichtlich von Bedeutung | 09254091 |
| Direkt Bild zu diesem Denkmal hochladen | Wegestein                                                                                             | Ehrenberg (Karte)      | 19. Jahrhundert (Wegestein)                                                                               | verkehrsgeschichtlich von Bedeutung | 09254053 |
| Direkt Bild zu diesem Denkmal hochladen | Wegestein                                                                                             | Ehrenberg (Karte)      | 19. Jahrhundert (Wegestein)                                                                               | verkehrsgeschichtlich von Bedeutung | 09254051 |
| Direkt Bild zu diesem Denkmal hochladen | Wegestein                                                                                             | Ehrenberg (Karte)      | bezeichnet 1820 (Wegestein)                                                                               | verkehrsgeschichtlich von Bedeutung | 09254052 |
| Direkt Bild zu diesem Denkmal hochladen | Mittelmühle                                                                                           | Ehrenberg (Karte)      | 1930er Jahre (Mühle); 1930er Jahre (Mühlentechnik); Türstock bezeichnet 1828 (Wohnstallhaus)              | Wohnmühlengebäude (Nr. 12) mit Mühlentechnik und Wohnstallhaus (Nr. 10) eines Mühlenanwesens; Wohnmühlengebäude mehrgliedriger Putzbau, giebelseitig angebrachter Schlussstein eines Vorgängerbaus, bezeichnet1799, Mühlentechnik von 1930, Wohnstallhaus Obergeschoss Fachwerk, baugeschichtlich und technikgeschichtlich von Bedeutung                        | 09254086 |
| Direkt Bild zu diesem Denkmal hochladen | Bahntrasse Kohlmühle – Lohsdorf – Ehrenberg                                                           | Goßdorf (Karte)        | vor 1897 (Eisenbahnanlage)                                                                                | Bahntrasse Kohlmühle – Lohsdorf – Ehrenberg mit zwei Tunneln und Eisenbahnbrücke; eisenbahngeschichtlich und technikgeschichtlich von Bedeutung | 09254085 |
| Direkt Bild zu diesem Denkmal hochladen | Eisenbahnstrecke Bad Schandau – Sebnitz – Neustadt i. Sa. (Sachgesamtheit)                            | Goßdorf (Karte)        | 1870er Jahre (Eisenbahnbrücke)                                                                            | Einzeldenkmal der Sachgesamtheit Eisenbahnstrecke Bad Schandau – Sebnitz – Neustadt i. Sa.: Eisenbahnbrücke über die Sebnitz (siehe auch Sachgesamtheitsliste – Obj. 09302084); eisenbahngeschichtlich und technikgeschichtlich von Bedeutung | 09279041 |
| Direkt Bild zu diesem Denkmal hochladen | Eisenbahnstrecke Bad Schandau – Sebnitz – Neustadt i. Sa. (Sachgesamtheit)                            | Goßdorf (Karte)        | 1870er Jahre (Eisenbahnbrücke)                                                                            | Einzeldenkmal der Sachgesamtheit Eisenbahnstrecke Bad Schandau – Sebnitz – Neustadt i. Sa.: Eisenbahnbrücke über die Sebnitz (siehe auch Sachgesamtheitsliste – Obj. 09302084); eisenbahngeschichtlich und technikgeschichtlich von Bedeutung | 09279039 |
| Direkt Bild zu diesem Denkmal hochladen | Wegestein                                                                                             | Goßdorf (Karte)        | 19. Jahrhundert (Wegestein)                                                                               | verkehrsgeschichtlich von Bedeutung | 09254170 |
| Direkt Bild zu diesem Denkmal hochladen | Wegestein und Grenzstein                                                                              | Goßdorf (Karte)        | 19. Jahrhundert (Wegestein); 19. Jahrhundert (Grenzstein)                                                 | verkehrsgeschichtlich und ortsgeschichtlich von Bedeutung | 09254187 |
| Direkt Bild zu diesem Denkmal hochladen | Mittelmühle                                                                                           | Goßdorf (Karte)        | Türstock bezeichnet 1803 (Wohnstallhaus); bezeichnet 1828 (Scheune)                                       | Wohnmühlenhaus mit Mühlentechnik und Scheune eines Dreiseithofes; Wohnmühlenhaus Obergeschoss Fachwerk, bautechnik- und ortsgeschichtlich von Bedeutung | 09254184 |
| Direkt Bild zu diesem Denkmal hochladen | Wegestein                                                                                             | Hohburkersdorf (Karte) | bezeichnet 1834 (Wegestein)                                                                               | verkehrsgeschichtlich von Bedeutung | 09254203 |
| Direkt Bild zu diesem Denkmal hochladen | Wegestein                                                                                             | Hohburkersdorf (Karte) | 19. Jahrhundert (Wegestein)                                                                               | verkehrsgeschichtlich von Bedeutung | 09254362 |
| Direkt Bild zu diesem Denkmal hochladen | Wegestein                                                                                             | Hohnstein (Karte)      | 19. Jahrhundert (Wegestein)                                                                               | verkehrsgeschichtlich von Bedeutung | 09254368 |
| Direkt Bild zu diesem Denkmal hochladen | Einbogige Sandsteinbrücke vor der Heeselichtmühle                                                     | Hohnstein (Karte)      | 19. Jahrhundert (Straßenbrücke)                                                                           | wissenschaftlich dokumentarischer Wert | 09289910 |
|                                         | Teufelsbrücke Hohnstein                                                                               | Hohnstein (Karte)      | 1821 (Inschrift)                                                                                          | Bogenbrücke mit Brüstung; Sandstein, Inschrift: "Carl Gottlob. Carl Gotthelf. 1821: Ruszig. Aus Zeschnig", baugeschichtlich von Bedeutung | 09303265 |
| Direkt Bild zu diesem Denkmal hochladen | Eisenbahnbrücke der Schmalspurbahn Hohnstein -Kohlmühle                                               | Hohnstein (Karte)      | vor 1897 (Eisenbahnbrücke)                                                                                | eisenbahngeschichtlich und technikgeschichtlich von Bedeutung | 09254045 |
|                                         | Bogenbrücke mit Geländer                                                                              | Hohnstein (Karte)      | bezeichnet 1920 (Schlussstein)                                                                            | Sandstein, baugeschichtlich von Bedeutung | 09251512 |
| Direkt Bild zu diesem Denkmal hochladen | Wegestein                                                                                             | Hohnstein (Karte)      | 19. Jahrhundert (Wegestein)                                                                               | verkehrsgeschichtlich von Bedeutung | 09254038 |
| Direkt Bild zu diesem Denkmal hochladen | Wegestein                                                                                             | Hohnstein (Karte)      | 19. Jahrhundert (Wegestein)                                                                               | verkehrsgeschichtlich von Bedeutung | 09254048 |
| Direkt Bild zu diesem Denkmal hochladen | Bahnhof Hohnstein                                                                                     | Hohnstein (Karte)      | vor 1897 (Empfangsgebäude)                                                                                | Bahnhof (ohne Anbauten) und Nebengebäude; bau- und ortsgeschichtlich von Bedeutung | 09254041 |
| Direkt Bild zu diesem Denkmal hochladen | Königlich-Sächsische Meilensteine (Sachgesamtheit)                                                    | Hohnstein (Karte)      | 1. Hälfte 19. Jahrhundert (Meilenstein)                                                                   | Meilenstein; mit Inschrift »Schandau 1, 40 M«, verkehrsgeschichtlich von Bedeutung | 09254008 |
| Direkt Bild zu diesem Denkmal hochladen | Rußigmühle                                                                                            | Hohnstein (Karte)      | bezeichnet 1849 (Mühle)                                                                                   | Wohnmühlenhaus und zwei Nebengebäude eines ehemaligen Mühlenanwesens; heute Gasthof, Wohnmühlenhaus Obergeschoss Fachwerk, Nebengebäude verbretterte Holzkonstruktion, baugeschichtlich und ortshistorisch von Bedeutung. | 09254044 |
| Direkt Bild zu diesem Denkmal hochladen | Transformatorenhäuschen                                                                               | Hohnstein (Karte)      | um 1920 (Transformatorenstation)                                                                          | technikgeschichtlich von Bedeutung | 09254037 |
| Direkt Bild zu diesem Denkmal hochladen | Wegestein                                                                                             | Hohnstein (Karte)      | 19. Jahrhundert (Wegestein)                                                                               | verkehrsgeschichtlich von Bedeutung | 09254168 |
| Direkt Bild zu diesem Denkmal hochladen | Grundmühle                                                                                            | Hohnstein (Karte)      | erstmals erwähnt 1562 (Mühle); bezeichnet 1802 (Wohnstallhaus); 19. Jahrhundert (Brücke)                  | Mühlenanwesen mit großem Wohnstallhaus, zwei Wirtschaftsgebäuden sowie vier Sandsteintrögen und einer Sandstein-Bogenbrücke; Wohnstallhaus Obergeschoss Fachwerk, Giebel verbrettert, baugeschichtlich, ortsgeschichtlich und technikgeschichtlich von Bedeutung                                                                                                | 09254169 |
| Direkt Bild zu diesem Denkmal hochladen | Königlich-Sächsische Meilensteine (Sachgesamtheit)                                                    | Hohnstein (Karte)      | 1. Hälfte 19. Jahrhundert (Meilenstein)                                                                   | Meilenstein; mit Kronenrelief, verkehrsgeschichtlich von Bedeutung | 09253999 |
| Direkt Bild zu diesem Denkmal hochladen | Wegestein                                                                                             | Hohnstein (Karte)      | 19. Jahrhundert (Wegestein)                                                                               | verkehrsgeschichtlich von Bedeutung | 09254039 |
| Direkt Bild zu diesem Denkmal hochladen | Wasserhaus                                                                                            | Hohnstein (Karte)      | nach 1900 (Wasserhaus)                                                                                    | technikgeschichtlich von Bedeutung | 09254040 |
| Weitere Bilder                          | Eisenbahnstrecke Bad Schandau – Sebnitz – Neustadt i. Sa. (Sachgesamtheit); Bahnhof Goßdorf-Kohlmühle | Kohlmühle (Karte)      | etwa 1875/1877 (Empfangsgebäude)                                                                          | Einzeldenkmale der Sachgesamtheit Eisenbahnstrecke Bad Schandau – Sebnitz – Neustadt i. Sa.: Empfangsgebäude, Nebengebäude und Eisenbahnerwohnhaus (siehe auch Sachgesamtheitsliste – Obj. 09302085); eisenbahngeschichtlich und baugeschichtlich von Bedeutung                                                                                                 | 09254215 |
| Direkt Bild zu diesem Denkmal hochladen | Kohlmühle; Alte Kohlmühle                                                                             | Kohlmühle (Karte)      | 1902 (Mühle); um 1910 (Kontorhaus); um 1910 (Wohnhaus); 1905/1910 (Betriebsbeamtenwohnhaus)               | Papiermühle, später Linoleumfabrik mit Produktionshauptgebäude (Nr. 1), Kessel und Maschinenhaus (Nr. 1), Kontorgebäude und Wohnhaus (Nr. 2) sowie Beamtenwohnhaus mit Einfriedung und Pförtnerhaus (Nr. 4); architektonisch und für die Geschichte der Region bedeutendes Ensemble, baugeschichtlich, ortsgeschichtlich und technikgeschichtlich von Bedeutung | 09253675 |
| Direkt Bild zu diesem Denkmal hochladen | Wegestein                                                                                             | Rathewalde (Karte)     | 19. Jahrhundert (Wegestein)                                                                               | verkehrsgeschichtlich von Bedeutung | 09254340 |
| Direkt Bild zu diesem Denkmal hochladen | Rathewalder Mühle; Felsenmühle; Kuchenschänke                                                         | Rathewalde (Karte)     | Türstock bezeichnet 1794, Kern älter (Mühle); Anfang 20. Jahrhundert (Pension "Waldesruh"); 1887 ("Bofe") | Wohnmühlenhaus, Rest der ehemaligen Schneidemühle und sogenannte "Bofe" (auch "Türmchen" genannt), das Gästehaus (Pension) "Waldesruh" sowie zwei Mühlsteine der Felsenmühle; baugeschichtlich, ortsgeschichtlich und technikgeschichtlich von Bedeutung | 09254174 |
| Direkt Bild zu diesem Denkmal hochladen | Wegestein                                                                                             | Rathewalde (Karte)     | 19. Jahrhundert (Wegestein)                                                                               | verkehrsgeschichtlich von Bedeutung | 09254173 |
| Direkt Bild zu diesem Denkmal hochladen | Wegestein                                                                                             | Rathewalde (Karte)     | 19. Jahrhundert (Wegestein)                                                                               | verkehrsgeschichtlich von Bedeutung | 09254172 |
| Direkt Bild zu diesem Denkmal hochladen | Eisenbahnstrecke Bad Schandau – Sebnitz – Neustadt i. Sa. (Sachgesamtheit)                            | Ulbersdorf (Karte)     | 1877 (Eisenbahnbrücke)                                                                                    | Einzeldenkmal der Sachgesamtheit Eisenbahnstrecke Bad Schandau – Sebnitz – Neustadt i. Sa.: Eisenbahnbrücke über die Sebnitz (siehe auch Sachgesamtheitsliste – Obj. 09302086); baugeschichtlich, eisenbahngeschichtlich und technikgeschichtlich von Bedeutung                                                                                                 | 09279046 |
| Direkt Bild zu diesem Denkmal hochladen | Eisenbahnstrecke Bad Schandau – Sebnitz – Neustadt i. Sa. (Sachgesamtheit)                            | Ulbersdorf (Karte)     | 1870er Jahre (Eisenbahnbrücke)                                                                            | Einzeldenkmal der Sachgesamtheit Eisenbahnstrecke Bad Schandau – Sebnitz – Neustadt i. Sa.: Eisenbahnbrücke über die Sebnitz (siehe auch Sachgesamtheitsliste – Obj. 09302086); baugeschichtlich, eisenbahngeschichtlich und technikgeschichtlich von Bedeutung                                                                                                 | 09279045 |
| Direkt Bild zu diesem Denkmal hochladen | Eisenbahnstrecke Bad Schandau – Sebnitz – Neustadt i. Sa. (Sachgesamtheit)                            | Ulbersdorf (Karte)     | 1870er Jahre (Eisenbahnbrücke)                                                                            | Einzeldenkmal der Sachgesamtheit Eisenbahnstrecke Bad Schandau – Sebnitz – Neustadt i. Sa.: Eisenbahnbrücke über die Sebnitz (siehe auch Sachgesamtheitsliste – Obj. 09302086); baugeschichtlich, eisenbahngeschichtlich und technikgeschichtlich von Bedeutung                                                                                                 | 09279044 |
| Direkt Bild zu diesem Denkmal hochladen | Eisenbahnstrecke Bad Schandau – Sebnitz – Neustadt i. Sa. (Sachgesamtheit)                            | Ulbersdorf (Karte)     | 1870er Jahre (Durchlass)                                                                                  | Einzeldenkmale der Sachgesamtheit Eisenbahnstrecke Bad Schandau – Sebnitz – Neustadt i. Sa.: zwei Sandstein-Unterführungen zur Entwässerung (siehe auch Sachgesamtheitsliste – Obj. 09302086); eisenbahngeschichtlich und technikgeschichtlich von Bedeutung | 09279042 |
| Direkt Bild zu diesem Denkmal hochladen | Eisenbahnstrecke Bad Schandau – Sebnitz – Neustadt i. Sa. (Sachgesamtheit)                            | Ulbersdorf (Karte)     | ca. 1875 (Eisenbahnbrücke)                                                                                | Einzeldenkmal der Sachgesamtheit Eisenbahnstrecke Bad Schandau – Sebnitz – Neustadt i. Sa.: Eisenbahnbrücke über die Sebnitz (siehe auch Sachgesamtheitsliste – Obj. 09302086); baugeschichtlich, eisenbahngeschichtlich und technikgeschichtlich von Bedeutung                                                                                                 | 09254335 |
| Direkt Bild zu diesem Denkmal hochladen | Eisenbahnstrecke Bad Schandau – Sebnitz – Neustadt i. Sa. (Sachgesamtheit)                            | Ulbersdorf (Karte)     | bezeichnet 1875 (Eisenbahntunnel)                                                                         | Einzeldenkmal der Sachgesamtheit Eisenbahnstrecke Bad Schandau – Sebnitz – Neustadt i. Sa.: Eisenbahntunnel (siehe auch Sachgesamtheitsliste – Obj. 09302086); baugeschichtlich, eisenbahngeschichtlich und technikgeschichtlich von Bedeutung | 09254334 |
| Direkt Bild zu diesem Denkmal hochladen | Eisenbahnstrecke Bad Schandau – Sebnitz – Neustadt i. Sa. (Sachgesamtheit)                            | Ulbersdorf (Karte)     | bezeichnet 1875 (Eisenbahntunnel)                                                                         | Einzeldenkmal der Sachgesamtheit Eisenbahnstrecke Bad Schandau – Sebnitz – Neustadt i. Sa.: Eisenbahntunnel (siehe auch Sachgesamtheitsliste – Obj. 09302086); baugeschichtlich, eisenbahngeschichtlich und technikgeschichtlich von Bedeutung | 09254333 |
| Direkt Bild zu diesem Denkmal hochladen | Eisenbahnstrecke Bad Schandau – Sebnitz – Neustadt i. Sa. (Sachgesamtheit)                            | Ulbersdorf (Karte)     | 1877 (Eisenbahnbrücke)                                                                                    | Einzeldenkmal der Sachgesamtheit Eisenbahnstrecke Bad Schandau – Sebnitz – Neustadt i. Sa.: Eisenbahnbrücke über die Sebnitz (siehe auch Sachgesamtheitsliste – Obj. 09302086); baugeschichtlich, eisenbahngeschichtlich und technikgeschichtlich von Bedeutung                                                                                                 | 09254332 |
| Direkt Bild zu diesem Denkmal hochladen | Eisenbahnstrecke Bad Schandau – Sebnitz – Neustadt i. Sa. (Sachgesamtheit)                            | Ulbersdorf (Karte)     | 1877 (Eisenbahnbrücke)                                                                                    | Einzeldenkmal der Sachgesamtheit Eisenbahnstrecke Bad Schandau – Sebnitz – Neustadt i. Sa.: Eisenbahnbrücke über die Sebnitz (siehe auch Sachgesamtheitsliste – Obj. 09302086); baugeschichtlich, eisenbahngeschichtlich und technikgeschichtlich von Bedeutung                                                                                                 | 09254331 |
| Direkt Bild zu diesem Denkmal hochladen | Eisenbahnstrecke Bad Schandau – Sebnitz – Neustadt i. Sa. (Sachgesamtheit)                            | Ulbersdorf (Karte)     | Scheitelstein beiderseits bezeichnet 1875 (Eisenbahntunnel)                                               | Einzeldenkmal der Sachgesamtheit Eisenbahnstrecke Bad Schandau – Sebnitz – Neustadt i. Sa.: Eisenbahntunnel (siehe auch Sachgesamtheitsliste – Obj. 09302086); baugeschichtlich, eisenbahngeschichtlich und technikgeschichtlich von Bedeutung | 09254330 |
| Direkt Bild zu diesem Denkmal hochladen | Eisenbahnstrecke Bad Schandau – Sebnitz – Neustadt i. Sa. (Sachgesamtheit)                            | Ulbersdorf (Karte)     | 1877 (Eisenbahnbrücke)                                                                                    | Einzeldenkmal der Sachgesamtheit Eisenbahnstrecke Bad Schandau – Sebnitz – Neustadt i. Sa.: Eisenbahnbrücke über die Sebnitz (Bogenbrücke aus Granitmauerwerk und Sandsteinquadergewölbe) mit Stützmauern (siehe auch Sachgesamtheitsliste – Obj. 09302086); baugeschichtlich, eisenbahngeschichtlich und technikgeschichtlich von Bedeutung                    | 09254329 |
| Direkt Bild zu diesem Denkmal hochladen | Bogenbrücke der Alten Böhmischen Glasstraße                                                           | Ulbersdorf (Karte)     | um 1800 (Straßenbrücke)                                                                                   | Sandstein, bau- und verkehrsgeschichtlich von Bedeutung | 09301556 |
| Direkt Bild zu diesem Denkmal hochladen | Eisenbahnstrecke Bad Schandau – Sebnitz – Neustadt i. Sa. (Sachgesamtheit); Bahnhof Ulbersdorf        | Ulbersdorf (Karte)     | 1877 (Empfangsgebäude); bezeichnet 1893 (Kurbelwerk)                                                      | Einzeldenkmale der Sachgesamtheit Eisenbahnstrecke Bad Schandau – Sebnitz – Neustadt i. Sa.: Empfangsgebäude mit Nebengebäude sowie Lagerhaus und Kurbelwerk des Bahnhofs (siehe auch Sachgesamtheitsliste – Obj. 09302086); baugeschichtlich, eisenbahngeschichtlich und technikgeschichtlich von Bedeutung                                                    | 09254337 |
| Direkt Bild zu diesem Denkmal hochladen | Grenzstein                                                                                            | Ulbersdorf (Karte)     | 19. Jahrhundert (Grenzstein)                                                                              | Fluroder Gemarkungsstein, Inschrift: auf der einen Seite "Gem. Lichtenhain", auf der anderen Seite "Gem. Ulbersdorf", regionalgeschichtlich von Bedeutung | 09254130 |
| Weitere Bilder                          | Überfallwehr mit geteiltem Schützen und Mühlgraben (offener Erdgraben)                                | Waitzdorf (Karte)      | Anf. 20. Jahrhundert (Wehr)                                                                               | Überfallwehr mit geteiltem Schützen und Mühlgraben (offener Erdgraben); technikgeschichtlich von Bedeutung. Mit Stand Januar 2025 ist weder ein "offener Erdgraben" noch das Überfallwehr feststellbar. | 09254339 |
| Direkt Bild zu diesem Denkmal hochladen | Stollen und Reste von Kalkbrennöfen                                                                   | Zeschnig (Karte)       | 19. Jahrhundert (Kalkofen)                                                                                | ortsgeschichtlich und technikgeschichtlich von Bedeutung | 09254371 |
| Direkt Bild zu diesem Denkmal hochladen | Wegestein                                                                                             | Zeschnig (Karte)       | 19. Jahrhundert (Wegestein)                                                                               | verkehrsgeschichtlich von Bedeutung | 09254190 |

## Klingenberg
| Bild                                    | Bezeichnung | Lage                    | Datierung                                                          | Beschreibung | ID       |
| --------------------------------------- | --- | ----------------------- | ------------------------------------------------------------------ | --- | -------- |
| Direkt Bild zu diesem Denkmal hochladen | Talsperre Klingenberg (Sachgesamtheit)                                                                          | Beerwalde               |                                                                    | Sachgesamtheitsbestandteil der Sachgesamtheit Talsperre Klingenberg für den Teilabschnitt Höckendorf, OT Beerwalde: die Wasserfläche des Talsperrenbeckens als Bestandteil des Landschaftsschutzgebietes "Wilde Weißeritz" (nur Sachgesamtheitsbestandteil, kein Einzeldenkmal) (siehe auch Sachgesamtheitsbestandteildokumente in Gemeinde Pretzschendorf, OT Pretzschendorf – Obj. 09304195, Gemeinde Höckendorf, OT Obercunnersdorf – Obj. 09304169, sowie Sachgesamtheitsdokument Gemeinde Pretzschendorf, OT Klingenberg – Obj. 09304131); architektonischwasserbautechnische Gesamtanlage von außerordentlichem baukünstlerischem und technikgeschichtlichem Wert, erstes in Sachsen verwirklichtes Werk des späteren Dresdner Stadtbaurats Hans Poelzig, Umsetzung architektonischer Reformbestrebungen in einer technisch geprägten Bauaufgabe, eine der bedeutendsten Talsperren Deutschlands | 09304193 |
| Direkt Bild zu diesem Denkmal hochladen | Wegestein | Borlas (Karte)          | 19. Jahrhundert (Wegestein)                                        | verkehrsgeschichtlich von Bedeutung | 08964863 |
| Direkt Bild zu diesem Denkmal hochladen | Wegestein | Borlas (Karte)          | 2. Hälfte 19. Jahrhundert (Wegestein)                              | verkehrsgeschichtlich von Bedeutung | 08964848 |
| Direkt Bild zu diesem Denkmal hochladen | Bahnwärterhaus mit Nebengebäude                                                                                 | Colmnitz (Karte)        | um 1890 (Bahnwärterhaus)                                           | erhaltener Typenbau, u. a. verkehrsgeschichtlich von Wert | 08964600 |
| Direkt Bild zu diesem Denkmal hochladen | Gneis-Bogenbrücke                                                                                               | Colmnitz (Karte)        | wohl bezeichnet 1822 (Schlussstein)                                | technisches Denkmal | 08964453 |
| Direkt Bild zu diesem Denkmal hochladen | Werthschütz-Mühle                                                                                               | Colmnitz (Karte)        | 1949 (Mahlhaus); bezeichnet 1778 (Wohnmühlenhaus, Stein, Ostseite) | Wohnmühlenhaus und später angefügtes Mahlgebäude eines Mühlenanwesens; von ortsgeschichtlicher und technikgeschichtlicher Bedeutung | 08964451 |
| Direkt Bild zu diesem Denkmal hochladen | Ehemalige Mühle mit überhauster Radstube und Schuppen                                                           | Colmnitz (Karte)        | bezeichnet 1892 (Mühle)                                            | von ortsgeschichtlicher Bedeutung | 08964590 |
| Direkt Bild zu diesem Denkmal hochladen | Steinbogenbrücke                                                                                                | Colmnitz (Karte)        |                                                                    | Steinbogenbrücke | 08960558 |
| Direkt Bild zu diesem Denkmal hochladen | Straßenbrücke                                                                                                   | Colmnitz (Karte)        | bezeichnet 1884 (Schlussstein)                                     | Steinbogenbrücke, verkehrsgeschichtlich von Bedeutung | 08964568 |
| Direkt Bild zu diesem Denkmal hochladen | Stuhl- und Möbelfabrik Hoffmann & Kittel (ehem.)                                                                | Colmnitz (Karte)        | 1913 (Kontorhaus); Produktionsgebäude ab ca. 1905 (Fabrikgebäude)  | Ehemalige Möbelfabrik im Reformstil, mit integriertem Kontorhaus sowie hölzernem Pförtnerhäuschen; architektonisch und ortshistorisch von Bedeutung | 08964478 |
| Direkt Bild zu diesem Denkmal hochladen | Steinbogenbrücke                                                                                                | Colmnitz (Karte)        | Ende 19. Jahrhundert (Straßenbrücke)                               | Steinbogenbrücke | 08964570 |
| Direkt Bild zu diesem Denkmal hochladen | Eisenbahnüberführung und Böschungsmauern der ehemaligen Kleinbahnstrecke Klingenberg-Colmnitz–Oberdittmannsdorf | Colmnitz (Karte)        |                                                                    | technisches Denkmal | 08964573 |
|                                         | Eisenbahnüberführung mit Böschungsmauern der ehemaligen Kleinbahnstrecke Klingenberg-Colmnitz–Oberdittmannsdorf | Colmnitz (Karte)        |                                                                    | technisches Denkmal | 08964574 |
|                                         | Viadukt Colmnitz; Eisenbahnstrecke Dresden–Werdau                                                               | Colmnitz (Karte)        | 1860–1861 (Eisenbahnbrücke)                                        | Eisenbahnviadukt; zehnjochige Steinbrücke aus der Erbauungszeit der Eisenbahnstrecke Dresden–Werdau, das Ortsbild wesentlich prägend, von baugeschichtlicher und landschaftsprägender Bedeutung | 08964567 |
| Weitere Bilder                          | Haltepunkt Friedersdorf                                                                                         | Friedersdorf (Karte)    |                                                                    | Wartehäuschen und Schuppen des ehemaligen Haltepunktes Friedersdorf; technikgeschichtliches, verkehrsgeschichtliches und ortsgeschichtliches Relikt | 08964418 |
| Direkt Bild zu diesem Denkmal hochladen | Faule Laus Stolln                                                                                               | Höckendorf (Karte)      | vor 1819 (Mundloch)                                                | Mundloch; technisches Denkmal | 09229836 |
| Direkt Bild zu diesem Denkmal hochladen | Wegestein | Höckendorf (Karte)      | 19. Jahrhundert (Wegestein)                                        | verkehrsgeschichtlich von Bedeutung | 08964892 |
| Direkt Bild zu diesem Denkmal hochladen | Wegestein | Höckendorf (Karte)      | 19. Jahrhundert (Wegestein)                                        | verkehrsgeschichtlich von Bedeutung | 08964891 |
| Direkt Bild zu diesem Denkmal hochladen | Oberer St.-Michaelis-Stolln und Thelersäule                                                                     | Höckendorf (Karte)      |                                                                    | Stollen, daneben »Thelersäule«; Stollen: technisches Denkmal von heimatgeschichtlicher Bedeutung, Thelersäule: spätmittelalterliches/frühneuzeitliches Monument der Heimatgeschichte, überörtliche historische Bedeutung; | 08964882 |
| Direkt Bild zu diesem Denkmal hochladen | Unterer St.-Michaelis-Stolln                                                                                    | Höckendorf (Karte)      |                                                                    | Stollen; technisches Denkmal | 08964881 |
| Direkt Bild zu diesem Denkmal hochladen | Barthmühle | Höckendorf (Karte)      | um 1880 (Mühle)                                                    | Massives Mühlengebäude (ohne Anbau); ortshistorische Relevanz, technisches Denkmal | 08964924 |
| Direkt Bild zu diesem Denkmal hochladen | Wegestein | Höckendorf (Karte)      | 19. Jahrhundert (Wegestein)                                        | verkehrsgeschichtlich von Bedeutung | 08964883 |
| Direkt Bild zu diesem Denkmal hochladen | Hausteinbogenbrücke                                                                                             | Höckendorf (Karte)      | Schlußstein bezeichnet 1873 (Straßenbrücke)                        | technisches Denkmal | 08964826 |
| Direkt Bild zu diesem Denkmal hochladen | Bogenbrücke | Höckendorf (Karte)      | Ende 19. Jahrhundert (Zufahrtsbrücke)                              | technisches Denkmal | 08964888 |
| Weitere Bilder                          | Haltepunkt Edle Krone; Eisenbahnstrecke Dresden–Werdau                                                          | Höckendorf (Karte)      | 1907 (Empfangsgebäude)                                             | Empfangsgebäude; Holzkonstruktion, ursprünglich erhalten, technik- und bauhistorische Relevanz | 08964815 |
| Direkt Bild zu diesem Denkmal hochladen | Beamtenwohnhaus, bis 1908 Empfangsgebäude                                                                       | Höckendorf (Karte)      | 2. Hälfte 19. Jahrhundert (Altes Empfangsgebäude, nach 1900 ?)     | mit Anklängen an Schweizerstil, technik- und bauhistorische Relevanz | 08964814 |
|                                         | Streichholzbrücke                                                                                               | Klingenberg (Karte)     | 1911 (Brücke)                                                      | Brücke in Stahlbetonkonstruktion (ehemals Schmalspurbahnüberführung); technisches Denkmal | 08964635 |
| Weitere Bilder                          | Talsperre Klingenberg (Sachgesamtheit)                                                                          | Klingenberg (Karte)     |                                                                    | Sachgesamtheitsbestandteil der Sachgesamtheit Talsperre Klingenberg für den Teilabschnitt Pretzschendorf, OT Pretzschendorf: die Wasserfläche des Talsperrenbeckens als Bestandteil des Landschaftsschutzgebietes "Wilde Weißeritz" (nur Sachgesamtheitsbestandteil, kein Einzeldenkmal) (siehe auch Sachgesamtheitsbestandteildokumente in Gemeinde Höckendorf, OT Obercunnersdorf – Obj. 09304169, Gemeinde Höckendorf, OT Beerwalde – Obj. 09304193 sowie Sachgesamtheitsdokument Gemeinde Pretzschendorf, OT Klingenberg – Obj. 09304131); architektonischwasserbautechnische Gesamtanlage von außerordentlichem baukünstlerischem und technikgeschichtlichem Wert, erstes in Sachsen verwirklichtes Werk des späteren Dresdner Stadtbaurats Hans Poelzig, Umsetzung architektonischer Reformbestrebungen in einer technisch geprägten Bauaufgabe, eine der bedeutendsten Talsperren Deutschlands | 09304195 |
| Weitere Bilder                          | Talsperre Klingenberg (Sachgesamtheit)                                                                          | Klingenberg (Karte)     | 1908–1914 (Talsperre)                                              | Sachgesamtheit Talsperre Klingenberg: die Weißeritztalsperre Klingenberg erstreckt sich über die Gemeinden Pretzschendorf (OT Klingenberg, OT Pretzschendorf) und Höckendorf (OT Beerwalde, OT Obercunnersdorf) (siehe auch SachgesamtheitsbestandteileGemeinde Pretzschendorf, OT Pretzschendorf – Obj. 09304195, Gemeinde Höckendorf, OT Obercunnersdorf – Obj. 09304169, Gemeinde Höckendorf, OT Beerwalde – Obj. 09304193), davon gehören zum Teilabschnitt Pretzschendorf, OT Klingenberg folgende Einzeldenkmale (siehe Einzeldenkmalliste – Obj. 08963310): Staumauer, Hochwasserentlastungsanlage mit Brücke (jeweils westlicher, größter Teil, bildet eine Einheit mit dem Teilabschnitt Obercunnersdorf in der Gemeinde Pretzschendorf -Einzeldenkmal Obj. 09304168), Schieberschacht, Schieberhaus, Wärterhaus, Turbinenhaus und Filteranlage; architektonischwasserbautechnische Gesamtanlage von außerordentlichem baukünstlerischem und technikgeschichtlichem Wert, erstes in Sachsen verwirklichtes Werk des späteren Dresdner Stadtbaurats Hans Poelzig, Umsetzung architektonischer Reformbestrebungen in einer technisch geprägten Bauaufgabe, eine der bedeutendsten Talsperren Deutschlands, im Turbinenhaus noch Kraftanlage der Bauzeit in Betrieb | 09304131 |
|                                         | Talsperre Klingenberg (Sachgesamtheit)                                                                          | Klingenberg             | 1908–1914 (Talsperre)                                              | Einzeldenkmale der Sachgesamtheit Talsperre Klingenberg für den Teilabschnitt Pretzschendorf, OT Klingenberg: Staumauer, Schieberschacht, Schieberhaus, Hochwasserentlastungsanlage mit Brücke, Wärterhaus (Nr. 1), Turbinenhaus (Nr. 4) und Filteranlage (Nr. 3) (Staumauer und Hochwasserentlastungsanlage bilden eine Einheit mit dem jeweils östlichen Teil im Teilabschnitt Obercunnersdorf der Gemeinde Höckendorf siehe Einzeldenkmal Obj. 09304168) (siehe auch Sachgesamtheitsdokument der Gemeinde Pretzschendorf, OT Klingenberg – Obj. 09304131); architektonischwasserbautechnische Gesamtanlage von außerordentlichem baukünstlerischem und technikgeschichtlichem Wert, erstes in Sachsen verwirklichtes Werk des späteren Dresdner Stadtbaurats Hans Poelzig, Umsetzung architektonischer Reformbestrebungen in einer technisch geprägten Bauaufgabe, eine der bedeutendsten Talsperren Deutschlands | 08963310 |
| Weitere Bilder                          | Bahnhof Klingenberg                                                                                             | Klingenberg (Karte)     | 1862 (Personenbahnhof)                                             | Empfangsgebäude und ein Güterschuppen als Restgebäude des Bahnhofs; verkehrs- und ortshistorische Bedeutung | 08964638 |
| Direkt Bild zu diesem Denkmal hochladen | Talsperre Klingenberg (Sachgesamtheit)                                                                          | Obercunnersdorf (Karte) | 1908–1914 (Staubauwerke)                                           | Einzeldenkmale der Sachgesamtheit Talsperre Klingenberg für den Teilabschnitt Höckendorf, OT Obercunnersdorf: Staumauer und Hochwasserentlastungsanlage (jeweils östlicher Teil, bilden eine Einheit mit dem westlichen Teilabschnitt Klingenberg der Gemeinde Pretzschendorf siehe Einzeldenkmalliste – Obj. 08963310) sowie bruchsteinverkleidetes Portal als Relikt des ehemaligen Schieberschachtes zum Umlaufstollen (siehe auch Sachgesamtheitsliste der Gemeinde Höckendorf, OT Obercunnersdorf – Obj. 09304169); architektonischwasserbautechnische Gesamtanlage von außerordentlichem baukünstlerischem und technikgeschichtlichem Wert, erstes in Sachsen verwirklichtes Werk des späteren Dresdner Stadtbaurats Hans Poelzig, Umsetzung architektonischer Reformbestrebungen in einer technisch geprägten Bauaufgabe, eine der bedeutendsten Talsperren Deutschlands | 09304168 |
| Direkt Bild zu diesem Denkmal hochladen | Talsperre Klingenberg (Sachgesamtheit)                                                                          | Obercunnersdorf         | 1908–1914 (Talsperre)                                              | Sachgesamtheitsbestandteil der Sachgesamtheit Talsperre Klingenberg (siehe auch Sachgesamtheitsliste in Gemeinde Pretzschendorf, OT Pretzschendorf – Obj. 09304195, Gemeinde Höckendorf, OT Beerwalde – Obj. 09304193, sowie Gemeinde Pretzschendorf, OT Klingenberg – Obj. 09304131), davon gehören zum Teilabschnitt Höckendorf, OT Obercunnersdorf folgende Einzeldenkmale (siehe Einzeldenkmalliste – Obj. 09304168): Staumauer und Hochwasserentlastungsanlage (jeweils östlicher Teil, bildet eine Einheit mit dem Teilabschnitt Klingenberg in der Gemeinde Pretzschendorf – Obj. 08963310) sowie bruchsteinverkleidetes Portal als Relikt des ehemaligen Schieberschachtes zum Umlaufstollen; architektonischwasserbautechnische Gesamtanlage von außerordentlichem baukünstlerischem und technikgeschichtlichem Wert, erstes in Sachsen verwirklichtes Werk des späteren Dresdner Stadtbaurats Hans Poelzig, Umsetzung architektonischer Reformbestrebungen in einer technisch geprägten Bauaufgabe, eine der bedeutendsten Talsperren Deutschlands, Denkmalschutz gilt auch für die vorhandene historische Technik | 09304169 |
| Direkt Bild zu diesem Denkmal hochladen | Talsperre Klingenberg (Sachgesamtheit)                                                                          | Obercunnersdorf         |                                                                    | Einzeldenkmale der Sachgesamtheit Talsperre Klingenberg für den Teilabschnitt Obercunnersdorf: Staumauer und Hochwasserentlastungsanlage (jeweils östlicher Teil, getrennt durch Gemarkungsgrenze vom OT Klingenberg der Gemeinde Pretzschendorf siehe auch Sachgesamtheitsdokument der Gemeinde Pretzschendorf, OT Klingenberg – Obj. 09304131) (siehe auch Sachgesamtheitsbestandteildokument OT Obercunnersdorf – Obj. 09304169); architektonischwasserbautechnische Gesamtanlage von außerordentlichem baukünstlerischem und technikgeschichtlichem Wert, erstes in Sachsen verwirklichtes Werk des späteren Dresdner Stadtbaurats Hans Poelzig, Umsetzung architektonischer Reformbestrebungen in einer technisch geprägten Bauaufgabe, eine der bedeutendsten Talsperren Deutschlands, Denkmalschutz gilt auch für die vorhandene historische Technik | 09304172 |
| Weitere Bilder                          | Hosenmühle | Obercunnersdorf (Karte) | bezeichnet 1872 (Mühle)                                            | Wohnmühlenhaus der Hosenmühle; mit Elementen des Schweizerstils, ortshistorische Bedeutung | 08964878 |
| Weitere Bilder                          | Haltepunkt Niederpretzschendorf                                                                                 | Pretzschendorf (Karte)  |                                                                    | Ehemaliger Haltepunkt Niederpretzschendorf; verkehrs- und ortsgeschichtlich relevant | 08964422 |
| Direkt Bild zu diesem Denkmal hochladen | Wegestein | Pretzschendorf (Karte)  | 19. Jahrhundert (Wegestein)                                        | verkehrsgeschichtlich von Bedeutung | 08964426 |
| Direkt Bild zu diesem Denkmal hochladen | Bruchstein-Segmentbogenbrücke                                                                                   | Pretzschendorf (Karte)  | wahrscheinlich 1. Hälfte 19. Jahrhundert (Straßenbrücke)           | Bruchstein-Segmentbogenbrücke | 08964126 |
| Direkt Bild zu diesem Denkmal hochladen | Bruchstein-Segmentbogenbrücke                                                                                   | Pretzschendorf (Karte)  | wahrscheinlich 1. Hälfte 19. Jahrhundert (Straßenbrücke)           | Bruchstein-Segmentbogenbrücke | 08964130 |
| Direkt Bild zu diesem Denkmal hochladen | Wegestein | Röthenbach (Karte)      | 19. Jahrhundert (Wegestein)                                        | verkehrsgeschichtlich von Bedeutung | 08964777 |
| Direkt Bild zu diesem Denkmal hochladen | Wegestein | Röthenbach (Karte)      | 19. Jahrhundert (Wegestein)                                        | verkehrsgeschichtlich von Bedeutung | 08964776 |
| Direkt Bild zu diesem Denkmal hochladen | Wegestein | Ruppendorf (Karte)      | bezeichnet 1836 (Wegestein)                                        | verkehrsgeschichtlich von Bedeutung | 08964895 |
| Direkt Bild zu diesem Denkmal hochladen | Ursprünglich erhaltenes Wohnhaus mit Schmiede                                                                   | Ruppendorf (Karte)      | letztes Drittel 19. Jahrhundert (Wohnhaus)                         | an bildprägender Stelle, ortsgeschichtliche Bedeutung | 08964896 |

## Königstein/Sächs. Schw., Stadt
| Bild                                    | Bezeichnung | Lage                            | Datierung | Beschreibung | ID       |
| --------------------------------------- | --- | ------------------------------- | --- | --- | -------- |
| Direkt Bild zu diesem Denkmal hochladen | Historischer Treidelpfad | Königstein/Sächs. Schw. (Karte) | 18. Jahrhundert (Wegesystem) | vermutlich letztes entsprechendes Zeugnis der Technikgeschichte des sächsischen Elbraumes im Landkreis, technikgeschichtlich und verkehrsgeschichtlich von Bedeutung | 09301678 |
| Direkt Bild zu diesem Denkmal hochladen | Bogenbrücke über einen Zulauf des Waldbaches am Vogelstein | Königstein/Sächs. Schw. (Karte) | bezeichnet 1828 (Straßenbrücke) | verkehrs- und technikgeschichtlich von Bedeutung | 09304527 |
| Direkt Bild zu diesem Denkmal hochladen | Viadukt und Damm mit Stützmauern der Eisenbahnstrecke Dresden–Schöna | Königstein/Sächs. Schw. (Karte) | 1850 Inbetriebnahme (Viadukt) | baugeschichtlich, eisenbahngeschichtlich, ortsbildprägend und technikgeschichtlich von Bedeutung | 09223017 |
| Direkt Bild zu diesem Denkmal hochladen | Wegestein | Königstein/Sächs. Schw. (Karte) | wohl vor 1850 (Wegestein) | verkehrsgeschichtlich von Bedeutung | 08951454 |
| Direkt Bild zu diesem Denkmal hochladen | Festung Königstein mit Rayon (Sachgesamtheit) | Königstein/Sächs. Schw. (Karte) | 13. Jahrhundert, 1241 urkundliche Erwähnung (Festungswerk); bes. 16.–19. Jahrhundert (Festung); 1755–1802 (Niedere Werke); nach 1589 (Bäckereikasematte); nach 1680 (Pestkasematte) | Einzeldenkmale der Sachgesamtheit Festung Königstein mit Rayon: Torhaus, Kommandantenhaus, Georgenburg, Neues Zeughaus und Caponnierengang, Brunnenhaus, Magdalenenburg, St. Georgs-Kapelle, Alte Kaserne, Schatzhaus, Hauptwache, Kommandantenpferdestall, Mannschaftsbaracke, Kriegskaserne I-IV, Bäckereikasematte, Offizierskasino, Altes Zeughaus, Friedenslazarett, Artillerieschuppen, Pestkasematte, Kriegspulvermagazin, Schatzkasematte, Friedrichsburg, Geschossmagazin/Kriegspulvermagazin II, Parkzisterne, Kriegslazarett, Kaserne B/Verheiratetengebäude, Hungerturm/Rößchen, dazugehörend die fortifikatorischen Anlagen wie Rothe Brücke, Niedere (äußere) Werke, Hornravelin, Grabenschere mit Medusentor, Streichwehr, Festungswerk zur Verteidigung des Eingangs, Munitionsladesystem Batterie VII/VIII, Horn und Seigerturm, runde Beobachtungsund Flankierungstürme, Batteriestellungen I-VI, ebenso die Pflasterung der Alten Festungsstraße und des Zugangsweges vom Horn bis zum Hornravelin sowie das König-Johann-Denkmal Nähe Friedrichsburg und auf dem Festungsfriedhof Reste der Einfriedung und Ruine einer Kapelle (siehe auch Sachgesamtheitsliste – Obj. 09301198); Festung als stark befestigtes Gebäudeensemble auf dem Felsplateau des gleichnamigen Tafelberges, der Rayon (hier: Vorfeld der Festung) lässt sich als gestaltete Offenlandschaft von der anschließenden bewaldeten Umgebung deutlich abgrenzen, von geschichtlicher, künstlerischer, wissenschaftlicher und landschaftsgestaltender Bedeutung | 09223141 |
| Direkt Bild zu diesem Denkmal hochladen | Bahnhof Königstein | Königstein/Sächs. Schw. (Karte) | 1870er Jahre (Empfangsgebäude); um 1900 (Nebengebäude) | Empfangsgebäude sowie Bahnsteigüberdachung, Unterführung (Fliesenboden) und Überdachungen der Auf-/Abgänge zu den Bahnsteigen; eisenbahngeschichtlich und technikgeschichtlich von Bedeutung | 09222940 |
| Direkt Bild zu diesem Denkmal hochladen | Straßenbrücke über die Biela | Königstein/Sächs. Schw. (Karte) | 19. Jahrhundert (Straßenbrücke) | verkehrsgeschichtlich und technikgeschichtlich von Bedeutung | 09222965 |
| Direkt Bild zu diesem Denkmal hochladen | Straßenbrücke über die Biela, auf dem Geländer Baround Thermometer | Königstein/Sächs. Schw. (Karte) | 2. H. 19. Jahrhundert (Straßenbrücke); 1910 (Barometer) | verkehrsgeschichtlich und technikgeschichtlich von Bedeutung | 09222862 |
| Direkt Bild zu diesem Denkmal hochladen | Bielatal-Motorbahn | Königstein/Sächs. Schw. (Karte) | 1901 (Fahrleitungen) | Wandhaken für Fahrdrahtaufhängung der Bielatal-Motorbahn (Oberleitungsbus); verkehrsgeschichtlich von Bedeutung, vgl. auch obj. 09222871 (Bielatalstraße 17) sowie Bahnhof und Schandauer Straße | 09223064 |
| Direkt Bild zu diesem Denkmal hochladen | Reicheltmühle; Maukischmühle; Breydingmühle | Königstein/Sächs. Schw. (Karte) | bezeichnet 1786 (Mühle); Mitte 19. Jahrhundert (Gesindehaus); Mitte 19. Jahrhundert (Wohnhaus)                                                                                      | Getreidemühle mit Mühlgebäude (im Schlussstein bezeichnet), sog. Gesindehaus, Wohnhaus des Müllers, Verbindungsgang zwischen Gesindehaus und Müllerwohnhaus sowie alte Pflasterung im Hof; Gesindehaus Obergeschoss Fachwerk, verbrettert, baugeschichtlich und ortsgeschichtlich von Bedeutung | 09222972 |
| Direkt Bild zu diesem Denkmal hochladen | Straßenbrücke über die Biela | Königstein/Sächs. Schw. (Karte) | 19. Jahrhundert (Straßenbrücke) | verkehrsgeschichtlich von Bedeutung | 09222982 |
| Direkt Bild zu diesem Denkmal hochladen | Hamischmühle; Zeibigmühle | Königstein/Sächs. Schw. (Karte) | im Kern 18. Jahrhundert (Auskunft); Mitte 19. Jahrhundert (Mühle); Mitte 19. Jahrhundert (Müllerwohnhaus)                                                                           | Getreidemühle mit Mühlengebäude aus zwei Bauteilen (Nr. 75a), angebautem eingeschossigem Torhaus, Wohn- und Kontorgebäude, z. T. mit originaler Ausstattung (Nr. 75) und rückwärtigem Kesselhaus mit Esse, im Mühlengebäude Reste der Mühlentechnik noch vorhanden (siehe auch Villa Zeibig, Bielatalstraße 92); baugeschichtlich, ortsgeschichtlich und technikgeschichtlich von Bedeutung | 09222979 |
| Direkt Bild zu diesem Denkmal hochladen | Papierfabrik mit Produktionsgebäude an der Bielatalstraße und nördlich anschließendem ehemaligen Papiersaal (beide Hausnr. 93), dem Wohn-Verwaltungsgebäude mit reicher Innenausstattung (Hausnr. 91), dem Eingangskomplex (darin ehem. Tischlerei) sowie dem Transformatorenhäuschen (andere Straßenseite) und dem sich südlich der Anlage befindlichen Wehr | Königstein/Sächs. Schw. (Karte) | 4. Viertel 19. Jahrhundert (Fabrikgebäude); bezeichnet 1920 (Verwaltungsgebäude); 1930er Jahre (Transformatorenstation); vor 1933 (Tischlerei)                                      | Ensemble von ortsgeschichtlicher, technikgeschichtlicher sowie städtebaulicher Bedeutung | 09223018 |
| Direkt Bild zu diesem Denkmal hochladen | Bienermühle | Königstein/Sächs. Schw. (Karte) | 18. Jahrhundert (Sägemühle); um 1880 (Sägemühle); um 1800 (Müllerwohnhaus); 17. Jahrhundert (Nr. 4)                                                                                 | Uförmiger Mühlenkomplex, bestehend aus älterem Gebäude mit Krüppelwalmdach, neuerem Werksgebäude mit Lisenengliederung, Verbindungsbau und separatem kleinem Wohnhaus (Nr. 6) sowie Schornstein, Nebengebäude (Nr. 4) und zwei Torbögen; baugeschichtlich und ortsgeschichtlich von Bedeutung | 09222843 |
| Direkt Bild zu diesem Denkmal hochladen | Sandsteinbogenbrücken und altes Straßenpflaster (ab Nr. 30) | Königstein/Sächs. Schw. (Karte) | um 1900 (Pflaster); um 1900 (Straßenbrücke) | baugeschichtlich und verkehrsgeschichtlich von Bedeutung | 09222880 |
| Direkt Bild zu diesem Denkmal hochladen | Altes Straßenpflaster | Königstein/Sächs. Schw. (Karte) | 19. Jahrhundert (Pflaster) | ortsbildprägend und verkehrsgeschichtlich von Bedeutung | 09222949 |
|                                         | Kursächsische Postmeilensäulen (Sachgesamtheit) | Königstein/Sächs. Schw. (Karte) | bezeichnet 1727 (Postdistanzsäule) | Postmeilensäule; Kopie einer Distanzsäule, verkehrsgeschichtlich von Bedeutung | 09222863 |
| Direkt Bild zu diesem Denkmal hochladen | Bielatal-Motorbahn | Königstein/Sächs. Schw. (Karte) | 1901 (Fahrleitungen) | Wandhaken für Fahrdrahtaufhängung der Bielatal-Motorbahn (Oberleitungsbus); verkehrsgeschichtlich von Bedeutung, vgl. auch Bahnhof und Bielatalstraße | 09223063 |
| Direkt Bild zu diesem Denkmal hochladen | Sandsteinbogenbrücke über die Große Hirschke | Königstein/Sächs. Schw. (Karte) | bezeichnet 1933, älter (Straßenbrücke) | baugeschichtlich und technikgeschichtlich von Bedeutung | 09222963 |
| Direkt Bild zu diesem Denkmal hochladen | Wohnmühlenhaus | Leupoldishain (Karte)           | bezeichnet 1831 (Mühle) | Obergeschoss Fachwerk, baugeschichtlich und ortsgeschichtlich von Bedeutung | 09299665 |
| Direkt Bild zu diesem Denkmal hochladen | Aussichtsturm | Pfaffendorf (Karte)             | 1904 (Aussichtsturm) | steinerner Turm mit zwei Plattformen, baugeschichtlich und ortsgeschichtlich von Bedeutung | 09224316 |
| Direkt Bild zu diesem Denkmal hochladen | Schießstand | Pfaffendorf (Karte)             | 1900/1905 (Schützenstand) | burgartige Anlage aus Sandstein, baugeschichtlich und ortsgeschichtlich von Bedeutung | 09221698 |

## Kreischa
| Bild                                    | Bezeichnung                                                           | Lage             | Datierung | Beschreibung | ID       |
| --------------------------------------- | --------------------------------------------------------------------- | ---------------- | --- | --- | -------- |
| Direkt Bild zu diesem Denkmal hochladen | Königsmühle                                                           | Kreischa (Karte) | bezeichnet 1854 (Mühle) | Wohnstallhaus, Seitengebäude und Scheune eines Mühlenanwesens; Wohnstallhaus massiv, Seitengebäude und Scheune in Fachwerkbauweise, prägnante Lage, baugeschichtlich und ortsgeschichtlich von Bedeutung | 09278896 |
| Direkt Bild zu diesem Denkmal hochladen | Untermühle                                                            | Kreischa (Karte) | um 1900 (Mühle) | Wohnstallhaus, zwei Seitengebäude und Scheune eines Mühlenanwesens; Wohnstallhaus verputzter Massivbau mit Drillingsfenster im Giebel, beide Seitengebäude Obergeschoss Fachwerk, Scheune verbrettert, straßenbildprägendes Gehöft, baugeschichtlich und wirtschaftsgeschichtlich von Bedeutung                                                              | 09278894 |
| Direkt Bild zu diesem Denkmal hochladen | Hauswaldmühle                                                         | Kreischa (Karte) | bezeichnet 1802 (Mühle) | Wohnmühlenhaus, Seitengebäude und Toranlage (Torbogen und Pforte) eines Mühlenanwesens; Wohnhaus mit Fachwerk-Obergeschoss und Korbbogenportalen, Seitengebäude massiv, Mühlenanwesen in exponierter Lage, baugeschichtlich und ortsgeschichtlich von Bedeutung                                                                                              | 09278806 |
| Direkt Bild zu diesem Denkmal hochladen | Wohnhaus mit Werkstatteinbau (Schmiede und Töpferei) und Nebengebäude | Quohren (Karte)  | lt. Auskunft 1901, im Kern älter (Wohnhaus) | schlichter Putzbau, ortsgeschichtlich von Bedeutung | 09278855 |
| Direkt Bild zu diesem Denkmal hochladen | Hummelmühle                                                           | Sobrigau (Karte) | bezeichnet 1869, im Kern älter (Mühle); bezeichnet 1874 (Mühle); 1914 (Wasserturbine); 1911 (Walzenstuhl Firma Seck); 1948 (Walzenstühle Firma Grosse) | Wohnhaus und Mühlengebäude (inklusive Mühlentechnik), traufständig zur Straße stehendes Funktionsgebäude und Toranlage eines Mühlenanwesens; ortsgeschichtlich und technikgeschichtlich von Bedeutung | 09278848 |
| Direkt Bild zu diesem Denkmal hochladen | Schokoladenfabrik Rüger (ehem.)                                       | Sobrigau (Karte) | um 1870 (Schokoladenfabrik); 1870 (Fabrikantenwohnhaus); 1920er Jahre (Transformatorenstation)                                                         | Ehemalige Schokoladenfabrik mit Verwaltungs- und Produktionsgebäude (Haus B und Haus C, Nr. 123c/123b), Fabrikantenwohnhaus (Haus A, Nr. 123d) und Transformatorenhäuschen (neben Nr. 123b), heute alle Gebäude zu Wohnzwecken umgebaut; bemerkenswertes Ensemble, repräsentative Industriearchitektur, baugeschichtlich und ortsgeschichtlich von Bedeutung | 09278849 |
| Direkt Bild zu diesem Denkmal hochladen | Wegestein                                                             | Sobrigau (Karte) | bezeichnet 1833 (Wegestein) | verkehrsgeschichtlich von Bedeutung | 09278913 |

## Liebstadt, Stadt
| Bild                                    | Bezeichnung                     | Lage                  | Datierung                                      | Beschreibung | ID       |
| --------------------------------------- | ------------------------------- | --------------------- | ---------------------------------------------- | --- | -------- |
| Direkt Bild zu diesem Denkmal hochladen | Wegestein                       | Berthelsdorf (Karte)  | 19. Jahrhundert (Wegestein)                    | verkehrsgeschichtlich von Bedeutung | 09300066 |
| Direkt Bild zu diesem Denkmal hochladen | Wegestein                       | Biensdorf (Karte)     | 19. Jahrhundert (Wegestein)                    | verkehrsgeschichtlich von Bedeutung | 09224191 |
| Direkt Bild zu diesem Denkmal hochladen | Mühle Döbra                     | Döbra (Karte)         | 2. Hälfte 19. Jahrhundert (Mühle)              | Zwei Gebäude der Mühle, davor Bruchstein-Bogenbrücke; zweigeschossige Putzbauten, einer mit aufwändigem Portal, baugeschichtlich und ortsgeschichtlich von Bedeutung | 09224858 |
| Direkt Bild zu diesem Denkmal hochladen | Müglitztalbahn (Sachgesamtheit) | Großröhrsdorf (Karte) | 1937 (Eisenbahnanlage); 1937 (Eisenbahnbrücke) | Sachgesamtheitsbestandteil der Sachgesamtheit Müglitztalbahn, Teilabschnitt Liebstadt, OT Großröhrsdorf (ohne Einzeldenkmale) mit folgenden Sachgesamtheitsteilen: Müglitzbrücke (km 11,219) und Gleiskörper (siehe auch Sachgesamtheitsliste, Gemeinde Heidenau – Obj. 09221668); Sachgesamtheit mit Hochbauten und Ingenieurbauten sowie den erhaltenen Zeugnissen der alten Schmalspurbahn in den Gemeinden Heidenau (ohne OT), Dohna (OT Dohna, Köttewitz), Müglitztal (OT Weesenstein, Burkhardswalde, Mühlbach), Liebstadt (OT Großröhrsdorf), Glashütte (OT Bärenhecke, OT Cunnersdorf, Schlottwitz, Neudörfel, Rückenhain, Dittersdorf, Glashütte) und Altenberg (OT Bärenstein, Altenberg, Geising, Lauenstein), singuläre Anlage von überregionaler geschichtlicher Bedeutung | 09302481 |
| Direkt Bild zu diesem Denkmal hochladen | Schneckenmühle                  | Großröhrsdorf (Karte) | bezeichnet 1844 (Mühle)                        | Wohnmühlenhaus (ohne Verandenanbau), dahinter liegender Felsenkeller und Seitengebäude jenseits der Straße; Wohnmühlenhaus Putzbau über winkligem Grundriss, im Innern bezeichnet, hölzernes Seitengebäude, baugeschichtlich und ortsgeschichtlich von Bedeutung | 09224175 |
| Direkt Bild zu diesem Denkmal hochladen | Wegestein                       | Liebstadt (Karte)     | 19. Jahrhundert (Wegestein)                    | verkehrsgeschichtlich von Bedeutung | 09222009 |
| Direkt Bild zu diesem Denkmal hochladen | Windmühle Liebstadt             | Liebstadt (Karte)     | um 1850 (Mühle)                                | Turmholländer; heute Wohnhaus, ortsgeschichtlich von Bedeutung | 09222015 |
| Direkt Bild zu diesem Denkmal hochladen | Wegestein                       | Waltersdorf (Karte)   | bezeichnet 1838 (Wegestein)                    | verkehrsgeschichtlich von Bedeutung | 09224836 |
| Direkt Bild zu diesem Denkmal hochladen | Bogenbrücke                     | Waltersdorf (Karte)   | 19. Jahrhundert (Brücke)                       | Bruchstein, verkehrsgeschichtlich von Bedeutung | 09224831 |

## Lohmen
| Bild                                    | Bezeichnung                                     | Lage              | Datierung | Beschreibung | ID       |
| --------------------------------------- | ----------------------------------------------- | ----------------- | --- | --- | -------- |
| Direkt Bild zu diesem Denkmal hochladen | Wegestein                                       | Daube (Karte)     | 19. Jahrhundert (Wegestein) | verkehrsgeschichtlich von Bedeutung | 09254303 |
| Direkt Bild zu diesem Denkmal hochladen | Daubemühle                                      | Daube (Karte)     | Ende 19. Jahrhundert (Mühle) | Mühle (drei Gebäude), Überfallwehr, zwei Mühlsteine, Mühlgraben und Brücke über die Wesenitz sowie zwei in den Fels gehauene Wappen; ortsgeschichtlich und technikgeschichtliche Bedeutung | 09254299 |
| Direkt Bild zu diesem Denkmal hochladen | Wegestein                                       | Doberzeit (Karte) | 19. Jahrhundert (Wegestein) | verkehrsgeschichtlich von Bedeutung | 09254306 |
| Direkt Bild zu diesem Denkmal hochladen | Transformatorenhäuschen                         | Doberzeit (Karte) | um 1925 (Transformatorenstation) | turmartiges Gebäude mit kleinem Satteldach und ovaler Öffnung im Giebel, technikgeschichtlich von Bedeutung | 09254307 |
| Direkt Bild zu diesem Denkmal hochladen | Wegestein                                       | Lohmen (Karte)    | 19. Jahrhundert (Wegestein) | verkehrsgeschichtlich von Bedeutung | 09254325 |
| Direkt Bild zu diesem Denkmal hochladen | Wegestein                                       | Lohmen (Karte)    | 19. Jahrhundert (Wegestein) | verkehrsgeschichtlich von Bedeutung | 09254324 |
| Direkt Bild zu diesem Denkmal hochladen | Wegestein                                       | Lohmen (Karte)    | 19. Jahrhundert (Wegestein) | verkehrsgeschichtlich von Bedeutung | 09254323 |
| Weitere Bilder                          | Wegestein                                       | Lohmen (Karte)    | 19. Jahrhundert (Wegestein) | verkehrsgeschichtlich von Bedeutung | 09254314 |
| Direkt Bild zu diesem Denkmal hochladen | Wegestein                                       | Lohmen            | 19. Jahrhundert (Wegestein) | verkehrsgeschichtlich von Bedeutung | 09254319 |
| Direkt Bild zu diesem Denkmal hochladen | Wegestein                                       | Lohmen (Karte)    | 19. Jahrhundert (Wegestein) | verkehrsgeschichtlich von Bedeutung | 09254315 |
| Weitere Bilder                          | Basteibrücke                                    | Lohmen (Karte)    | 1851 (Fußgängerbrücke) | Fußgängerbrücke; sandsteinerne Bogenbrücke zu einer Aussichtsplattform, Zeugnis der Geschichte des Tourismus | 09254277 |
| Direkt Bild zu diesem Denkmal hochladen | Wegestein                                       | Lohmen (Karte)    | 19. Jahrhundert (Wegestein) | verkehrsgeschichtlich von Bedeutung | 09254258 |
| Direkt Bild zu diesem Denkmal hochladen | Brücke über die Brausnitz                       | Lohmen (Karte)    | bezeichnet 1804 (Straßenbrücke) | Bruchstein-Bogenbrücke, baugeschichtlich von Bedeutung | 08951460 |
| Direkt Bild zu diesem Denkmal hochladen | Brücke über den Biensgraben                     | Lohmen (Karte)    | bezeichnet 1800 (Straßenbrücke) | Bruchstein-Bogenbrücke, baugeschichtlich von Bedeutung | 09304427 |
| Direkt Bild zu diesem Denkmal hochladen | Wegestein                                       | Lohmen (Karte)    | 19. Jahrhundert (Wegestein) | verkehrsgeschichtlich von Bedeutung | 09254217 |
| Direkt Bild zu diesem Denkmal hochladen | Mühlenwerk Ernst Wauer; Hintermühle; Wauermühle | Lohmen (Karte)    | bezeichnet 1915 (Mühle); nach 1945 (Aspirateur); 1937 (Sodermühle, Firma Wendt); nach 1945 (Bürstenmaschine); nach 1945 (Filterschrank) | Mühle mit Mühlengebäude und Mühlgraben, Pflasterung im Hofbereich und vor der Mühle sowie Mühlentechnik, E-Werk der Mühle (siehe auch Unterm Schloß 5); Industriemühlengebäude im Reformstil der Zeit um 1910, ortshistorisch und technikhistorisch von Interesse | 09254262 |
| Direkt Bild zu diesem Denkmal hochladen | Wesenitzbrücke                                  | Lohmen (Karte)    | 1766 (Straßenbrücke) | Straßenbrücke über die Wesenitz, darauf Kreuzstein; auf der Brüstung Kreuzstein mit Sockel in barocken Formen, von baugeschichtlicher und ortshistorischer Bedeutung | 09254272 |
| Direkt Bild zu diesem Denkmal hochladen | Wasserkraftwerk Niezelgrund                     | Lohmen (Karte)    | 2. Hälfte 19. Jahrhundert und um 1900 (Wasserkraftwerk)                                                                                 | Wasserkraftwerk einer Papierfabrik, bestehend aus der Wehranlage, dem als Aquädukt ausgeführten Triebwerkskanal, dem ehemaligen Kraftwerksgebäude und dem Auslaufgraben in die Wesenitz; Kraftwerksanlage der früheren Pappenfabrik Weber & Niezel, bedeutende Anlage der Technikgeschichte und der Energieerzeugung im Elbsandsteingebirge, als Aquädukt singulär im Gebiet der Sächsischen Schweiz | 09254342 |
|                                         | Kraftwerk der Walzenmühle Ernst Wauer           | Lohmen (Karte)    | bezeichnet 1936 (Wasserkraftwerk); 1936 (Generator); 1915 (Francis-Schachtturbine)                                                      | Wasserkraftwerk der Wauermühle; Massivbau mit Putzgliederung und kleinem Walmdach, Aufschrift in zeitgenössischer Typographie, Technik: Schachtturbine, Winkelgetriebe, Regler und Generator, ortsgeschichtlich und technikgeschichtlich bedeutend | 09254274 |
|                                         | Transformatorenturm                             | Lohmen (Karte)    | 1950er Jahre (Transformatorenstation)                                                                                                   | technikgeschichtliche Relevanz | 09254230 |
| Direkt Bild zu diesem Denkmal hochladen | Lochmühle                                       | Mühlsdorf (Karte) | bezeichnet 1828 (Mühle); bezeichnet 1735 (Bogenbrücke)                                                                                  | Mühlenanwesen (früher auch Gasthof, zwei Gebäude) mit Wehr, Bogenbrücke über die Wesenitz und kleine Brücke über einen zufließenden Bach; einer der ersten Mühlengasthöfe in der Sächsischen Schweiz, tourismusgeschichtliche und baugeschichtliche Bedeutung | 09254290 |
| Direkt Bild zu diesem Denkmal hochladen | Copitzer E-Werk (ehem.)                         | Mühlsdorf (Karte) | 1894 (Inbetriebnahme Kraftwerk) | Ehemaliges Elektrizitätswerk mit Stauwehr, Obergrabeneinlauf, Schützenanlage, Obergraben, Untergraben, Reste des Krafthauses mit zwei Turbinen sowie Stromleitungsmasten; Wasserzufuhr durch Betonröhren, von der Lochmühle, ortsgeschichtliche und technikgeschichtliche Bedeutung | 09303718 |
| Direkt Bild zu diesem Denkmal hochladen | Wegestein                                       | Mühlsdorf (Karte) | 19. Jahrhundert (Wegestein) | verkehrsgeschichtlich von Bedeutung | 09254281 |
| Direkt Bild zu diesem Denkmal hochladen | Wegestein                                       | Mühlsdorf (Karte) | 19. Jahrhundert (Wegestein) | verkehrsgeschichtlich von Bedeutung | 09254278 |
| Direkt Bild zu diesem Denkmal hochladen | Wegestein                                       | Mühlsdorf (Karte) | 19. Jahrhundert (Wegestein) | verkehrsgeschichtlich von Bedeutung | 09254288 |
| Direkt Bild zu diesem Denkmal hochladen | Wegestein                                       | Uttewalde (Karte) | 19. Jahrhundert (Wegestein) | verkehrsgeschichtlich von Bedeutung | 09254257 |
| Direkt Bild zu diesem Denkmal hochladen | Wegestein                                       | Uttewalde (Karte) | 19. Jahrhundert (Wegestein) | verkehrsgeschichtlich von Bedeutung | 09254251 |

## Müglitztal
| Bild                                    | Bezeichnung                                                                        | Lage                   | Datierung | Beschreibung | ID       |
| --------------------------------------- | ---------------------------------------------------------------------------------- | ---------------------- | --- | --- | -------- |
| Direkt Bild zu diesem Denkmal hochladen | Wegestein                                                                          | Burkhardswalde (Karte) | 19. Jahrhundert (Wegestein) | verkehrsgeschichtlich von Bedeutung | 09304631 |
| Direkt Bild zu diesem Denkmal hochladen | Müglitztalbahn (Sachgesamtheit)                                                    | Burkhardswalde (Karte) | 1936–1937 (Eisenbahnanlage); 11/1936 – 06/1937 (Brücke bei km 8,572); 1936–1937 (Brücke Werkgraben bei km 8,630); 1937 (Brücke bei km 7,617 und Brücke bei km 9,072); 1937 (Brücke bei km 8,797) | Sachgesamtheitsbestandteil der Sachgesamtheit Müglitztalbahn, Teilabschnitt Müglitztal, OT Burkhardswalde, mit den Einzeldenkmalen: Brücke Müglitztal (km 7,617) – (siehe Einzeldenkmalliste – Obj. 09302478) und Haltepunkt Burkhardswalde-Maxen (siehe Einzeldenkmalliste – Obj. 09224056) sowie den Sachgesamtheitsteilen: Anschlussstellwerk Metallverarbeitung Maxen (km 8,1), Müglitzbrücke (km 8,572), Brücke Werkgraben (km 8,630), Brücke Werkgraben (km 8,721), Müglitzbrücke (km 8,797), Müglitzbrücke (km 9,072) und mit dem Gleiskörper (siehe auch Sachgesamtheitsliste, Gemeinde Heidenau – Obj. 09221668); Sachgesamtheit mit Hochbauten und Ingenieurbauten sowie den erhaltenen Zeugnissen der alten Schmalspurbahn in den Gemeinden Heidenau (ohne OT), Dohna (OT Dohna, Köttwitz), Müglitztal (OT Weesenstein, Burkhardtswalde, Mühlbach), Liebstadt (OT Großröhrsdorf), Glashütte (OT Bärenhecke, OT Cunnersdorf, Schlottwitz, Neudörfel, Rückenhain, Dittersdorf, Glashütte) und Altenberg (OT Bärenstein, Altenberg, Geising, Lauenstein), singuläre Anlage von überregionaler geschichtlicher Bedeutung                                   | 09302477 |
|                                         | Müglitztalbahn (Sachgesamtheit); Brücke                                            | Burkhardswalde (Karte) | 1937 (Eisenbahnbrücke) | Einzeldenkmal der Sachgesamtheit Müglitztalbahn: Betonträgerbrücke (siehe auch Sachgesamtheitsliste, OT Burkhardswalde – Obj. 09302477); eisenbahngeschichtlich und verkehrsgeschichtlich von Bedeutung | 09302478 |
| Direkt Bild zu diesem Denkmal hochladen | Wasserwerks- oder Brunnengebäude und ein Torpfeiler                                | Burkhardswalde (Karte) | 1920er Jahre (Wasserwerk) | kleiner würfelförmiger Backsteinbau mit spitzbogigen Öffnungen, ortsgeschichtlich und technikgeschichtlich von Bedeutung | 09224061 |
| Weitere Bilder                          | Jonasmühle                                                                         | Burkhardswalde (Karte) | bezeichnet 1893 (Mühle) | Ehemaliges Mühlengebäude; repräsentativer gründerzeitlicher Bau mit Turm, im Kern älter, ortsgeschichtlich und technikgeschichtlich von Bedeutung | 09224060 |
| Weitere Bilder                          | Müglitztalbahn (Sachgesamtheit); Bahnhof Burkhardswalde-Maxen                      | Burkhardswalde (Karte) | 1938 (Bahnhof) | Einzeldenkmal der Sachgesamtheit Müglitztalbahn: Empfangsgebäude des Bahnhofs (siehe auch Sachgesamtheitsliste, OT Burkhardswalde – Obj. 09302477); Bahnhofsgebäude im Heimatstil, eisenbahngeschichtlich, ortsgeschichtlich und verkehrsgeschichtlich von Bedeutung | 09224056 |
| Direkt Bild zu diesem Denkmal hochladen | Müglitztalbahn (Sachgesamtheit); Straßenüberführung Ploschwitzer Höhe              | Falkenhain (Karte)     | 1938 (Eisenbahnbrücke) | Einzeldenkmal der Sachgesamtheit Müglitztalbahn, Teilabschnitt Müglitztal, OT Falkenhain: Straßenüberführung Ploschwitzer Höhe (siehe auch Sachgesamtheitsliste, OT Weesenstein – Obj. 09302475); eisenbahngeschichtlich und verkehrsgeschichtlich von Bedeutung | 09302469 |
|                                         | Bergbaumonumente Maxen (Sachgesamtheit)                                            | Maxen (Karte)          | 1720–1756 (Hauptabbauzeit Kurfürstlicher Marmorbruch); um 1800 (Kalk-Kammerofen); 1838 (Rumford-Kalkofen Flurstück 718); bezeichnet 1856 (Rumford-Kalkofen nahe Marmorbruch)                     | Einzeldenkmale der Sachgesamtheit Bergbaumonumente Maxen: Kurfürstlicher Marmorbruch, drei Kalköfen neben dem Marmorbruch (davon ein Rumford-Kalkofen) sowie ein Rumford-Kalkofen auf dem Flurstück 718 (siehe Sachgesamtheitsliste – Obj. 09223210); von bergbaugeschichtlicher, kulturgeschichtlicher und technikgeschichtlicher Bedeutung | 09300184 |
| Weitere Bilder                          | Bergbaumonumente Maxen (Sachgesamtheit)                                            | Maxen (Karte)          | um 1300 (Winterleithen-Bruch, auch "Alter Bruch"); um 1840 (Göpelbruch Gemarkung Maxen); ca. 1840 bis 1876 (Wohlfahrthscher Bruch)                                                               | Sachgesamtheit Bergbaumonumente Maxen: auf den Gemarkungen Maxen sowie Mühlbach, 1) Kurfürstlicher Marmorbruch, daneben Rumford-Kalkofen und zwei weitere Kalk-Kammeröfen (siehe Einzeldenkmalliste – Obj. 09300184), 2) Göpelbruch und ca. zehn Abbau-Hohlräume (Sachgesamtheitsteile), 3) Winterleithen-Bruch (Sachgesamtheitsteil), 4) Rumford-Fünfeck-Kalkofen (siehe Einzeldenkmalliste – Obj. 09300184), 5) Wohlfarthscher Bruch (siehe Sachgesamtheitsbestandteil – Obj. 09300183, OT Mühlbach), 6) Mühlbacher Bruch (siehe Sachgesamtheitsbestandteil – Obj. 09300183, OT Mühlbach); am Göpelbruch mit Abbau-Hohlräume Eingang mit Schlussstein bezeichnet 1938 versehen, bergbaugeschichtlich und ortsgeschichtlich von Bedeutung | 09223210 |
| Direkt Bild zu diesem Denkmal hochladen | Müglitztalbahn (Sachgesamtheit)                                                    | Mühlbach (Karte)       | 1937 (Eisenbahnanlage); 1937 (Brücke bei km 10,386) | Sachgesamtheitsbestandteil der Sachgesamtheit Müglitztalbahn, Teilabschnitt Müglitztal, OT Mühlbach, mit den Einzeldenkmalen: Haltepunkt Mühlbach (siehe Einzeldenkmalliste – Obj. 09224157), Bahnwärterhaus (siehe Einzeldenkmalliste Obj. -09224158) und Müglitzbrücke (km 10,301) – (siehe Einzeldenkmalliste – Obj. 09302480) sowie den Sachgesamtheitsteilen: Anschlussstellwerk Zellstoffwerk Peschelmühle (km 9,425), Anschlussstellwerk Vereinigte Zellstoffwerke Pirna GmbH (km ?), Bahnübergang Im Grunde (km 10,155), Brücke Mühlgraben (km 10,386) und mit dem Gleiskörper (siehe auch Sachgesamtheitsliste, Gemeinde Heidenau – Obj. 09221668); Sachgesamtheit mit Hochbauten und Ingenieurbauten sowie den erhaltenen Zeugnissen der alten Schmalspurbahn in den Gemeinden Heidenau (ohne OT), Dohna (OT Dohna, Köttwitz), Müglitztal (OT Weesenstein, Burkhardtswalde, Mühlbach), Liebstadt (OT Großröhrsdorf), Glashütte (OT Bärenhecke, OT Cunnersdorf, Schlottwitz, Neudörfel, Rückenhain, Dittersdorf, Glashütte) und Altenberg (OT Bärenstein, Altenberg, Geising, Lauenstein), singuläre Anlage von überregionaler geschichtlicher Bedeutung | 09302479 |
|                                         | Müglitztalbahn (Sachgesamtheit); Brücke                                            | Mühlbach (Karte)       | 1937 (Eisenbahnbrücke) | Einzeldenkmal der Sachgesamtheit Müglitztalbahn: Stahlträgerbrücke (siehe auch Sachgesamtheitsliste, OT Mühlbach – Obj. 09302479); eisenbahngeschichtlich und verkehrsgeschichtlich von Bedeutung | 09302480 |
|                                         | Wegestein                                                                          | Mühlbach (Karte)       | 19. Jahrhundert (Wegestein) | verkehrsgeschichtlich von Bedeutung | 09224155 |
|                                         | Müglitztalbahn (Sachgesamtheit); Bahnhof Mühlbach                                  | Mühlbach (Karte)       | 1938 (Empfangsgebäude) | Einzeldenkmal der Sachgesamtheit Müglitztalbahn: Empfangsgebäude des Bahnhofs (siehe auch Sachgesamtheitsliste, OT Mühlbach – Obj. 09302479); eisenbahngeschichtlich, ortsgeschichtlich und verkehrsgeschichtlich von Bedeutung | 09224157 |
|                                         | Müglitztalbahn (Sachgesamtheit); Bahnwärterhaus                                    | Mühlbach (Karte)       | Ende 19. Jahrhundert (Bahnwärterhaus) | Einzeldenkmal der Sachgesamtheit Müglitztalbahn: Bahnwärterhaus (siehe auch Sachgesamtheitsliste, OT Mühlbach – Obj. 09302479); eisenbahngeschichtlich und verkehrsgeschichtlich von Bedeutung | 09224158 |
| Direkt Bild zu diesem Denkmal hochladen | Bergbaumonumente Maxen (Sachgesamtheit); Wohlfarthscher Bruch und Mühlbacher Bruch | Mühlbach (Karte)       | 1840/1876 (Steinbruch) | Sachgesamtheitsbestandteile der Sachgesamtheit Bergbaumonumente Maxen, auf Mühlbacher Flur: Zwei Steinbrüche (siehe Sachgesamtheitsliste – Obj. 09223210, OT Maxen); technikgeschichtlich und ortsgeschichtlich von Bedeutung | 09300183 |
|                                         | Müglitztalbahn (Sachgesamtheit)                                                    | Weesenstein (Karte)    | 1936–1938 (Eisenbahnanlage); 1937 (Eisenbahnbrücke) | Sachgesamtheitsbestandteil der Sachgesamtheit Müglitztalbahn, Teilabschnitt Müglitztal, OT Weesenstein, mit den Einzeldenkmalen: Brücke Müglitztal (siehe Einzeldenkmalliste – Obj. 09302476) und Tunnel Weesenstein (siehe Einzeldenkmalliste – Obj. 09223127) sowie OT Falkenhain Straßenüberführung Ploschwitzer Höhe (km 4,15) – (siehe Einzeldenkmalliste – Obj. 09302469) sowie den Sachgesamtheitsteilen: Müglitztalbrücke (km 6,226), Müglitztalbrücke (km 6,332) und mit dem Gleiskörper (siehe auch Sachgesamtheitsliste, Gemeinde Heidenau – Obj. 09221668); Sachgesamtheit mit Hochbauten und Ingenieurbauten sowie den erhaltenen Zeugnissen der alten Schmalspurbahn in den Gemeinden Heidenau (ohne OT), Dohna (OT Dohna, Köttwitz), Müglitztal (OT Weesenstein, Burkhardtswalde, Mühlbach), Liebstadt (OT Großröhrsdorf), Glashütte (OT Bärenhecke, OT Cunnersdorf, Schlottwitz, Neudörfel, Rückenhain, Dittersdorf, Glashütte) und Altenberg (OT Bärenstein, Altenberg, Geising, Lauenstein), singuläre Anlage von überregionaler geschichtlicher Bedeutung                                                                                      | 09302475 |
|                                         | Müglitztalbahn (Sachgesamtheit); Brücke                                            | Weesenstein (Karte)    | 1936–1937 (Eisenbahnbrücke) | Einzeldenkmal der Sachgesamtheit Müglitztalbahn: Betonträgerbrücke (siehe auch Sachgesamtheitsliste, OT Weesenstein – Obj. 09302475); eisenbahngeschichtlich und verkehrsgeschichtlich von Bedeutung | 09302476 |
|                                         | Müglitztalbahn (Sachgesamtheit); Tunnel Weesenstein                                | Weesenstein (Karte)    | 1936–1937 (Eisenbahntunnel) | Einzeldenkmal der Sachgesamtheit Müglitztalbahn: Tunnel (siehe auch Sachgesamtheitsliste, OT Weesenstein – Obj. 09302475); eisenbahngeschichtlich und verkehrsgeschichtlich von Bedeutung | 09223127 |
| Weitere Bilder                          | Schlossmühle                                                                       | Weesenstein (Karte)    | 19. Jahrhundert und älter (Getreidemühle); 1937 (Bürstenmaschine); 1937 (Schälmaschine); um 1955 (Trieur); 1937 (3 Stühle)                                                                       | Mühle mit winkelförmigem Hauptgebäude (im Innern Mühlentechnik), dazu Nebengebäude und Mühlgraben; Hauptgebäude mit Relief über Tordurchfahrt, schlossseitiger Teil mit hölzernem Mühlrad, Lage unmittelbar unterhalb des Schlosses, ortsgeschichtlich und technikgeschichtlich bedeutend | 09223115 |

## Neustadt i. Sa., Stadt
| Bild                                    | Bezeichnung | Lage                    | Datierung | Beschreibung | ID       |
| --------------------------------------- | --- | ----------------------- | --- | --- | -------- |
| Direkt Bild zu diesem Denkmal hochladen | Horn’s Mühle | Berthelsdorf (Karte)    | bezeichnet 1871 (Schneidemühle); 1920er Jahre (Müllerwohnhaus); 1886 (Scheune); 2. Hälfte 19. Jahrhundert (Seitengebäude) | Wohnmühlenhaus, Gebäude der ehemaligen Schneidemühle auf Hakengrundriss, Gebäude der Mahlmühle mit angebautem Stallteil, weitere Scheune und Seitengebäude des Mühlenanwesens, mit Mühlgraben (im Hof mit Steindeckern abgedeckt) und Radkammer; strukturell erhalten, technikgeschichtliche und baugeschichtliche Bedeutung                                                                                                | 09253822 |
|                                         | Transformatorenturm | Berthelsdorf (Karte)    | um 1925 (Transformatorenstation)                                                                                          | technikgeschichtlich von Bedeutung | 09253980 |
| Direkt Bild zu diesem Denkmal hochladen | Wegestein | Berthelsdorf (Karte)    | 1725 (Wegestein) | verkehrsgeschichtlich von Bedeutung | 09253901 |
| Direkt Bild zu diesem Denkmal hochladen | Königlich-Sächsische Meilensteine (Sachgesamtheit)                                                                         | Berthelsdorf (Karte)    | 19. Jahrhundert (Meilenstein)                                                                                             | Meilenstein; verkehrshistorisch von Bedeutung | 09253895 |
| Direkt Bild zu diesem Denkmal hochladen | Wegestein | Krumhermsdorf (Karte)   | 19. Jahrhundert (Wegestein)                                                                                               | verkehrsgeschichtlich von Bedeutung | 09253757 |
|                                         | Eisenbahnstrecke Bad Schandau – Sebnitz – Neustadt i. Sa. (Sachgesamtheit)                                                 | Krumhermsdorf (Karte)   | ca. 1877 (Straßenbrücke)                                                                                                  | Einzeldenkmal der Sachgesamtheit Eisenbahnstrecke Bad Schandau – Sebnitz – Neustadt i. Sa.: dreibogige Überführung (siehe auch Sachgesamtheitsliste – Obj. 09302089); baugeschichtlich, eisenbahngeschichtlich und technikgeschichtlich von Bedeutung | 09253756 |
|                                         | Eisenbahnstrecke Bad Schandau – Sebnitz – Neustadt i. Sa. (Sachgesamtheit)                                                 | Krumhermsdorf (Karte)   | 1870er Jahre (Wegeunterführung)                                                                                           | Einzeldenkmal der Sachgesamtheit Eisenbahnstrecke Bad Schandau – Sebnitz – Neustadt i. Sa.: Unterführung (siehe auch Sachgesamtheitsliste – Obj. 09302089); baugeschichtlich, eisenbahngeschichtlich und technikgeschichtlich von Bedeutung | 09279065 |
| Direkt Bild zu diesem Denkmal hochladen | Rappke-Mühle | Krumhermsdorf (Karte)   | um 1850 (Müllerwohnhaus)                                                                                                  | Wohnmühlenhaus, Sandsteintrog und Mühlstein; baugeschichtlich und ortsgeschichtlich von Bedeutung | 09253764 |
| Direkt Bild zu diesem Denkmal hochladen | Wegestein | Langburkersdorf (Karte) | 19. Jahrhundert (Wegestein)                                                                                               | verkehrsgeschichtlich von Bedeutung | 09253774 |
| Direkt Bild zu diesem Denkmal hochladen | Wohnhaus und Produktionsgebäude (Nr. 6) sowie Wohnstallhaus (Nr. 6a) eines ehem. Mühlenanwesens                            | Langburkersdorf (Karte) | um 1900 (Produktionsgebäude); um 1880 (Müllerwohnhaus); 2. Hälfte 19. Jahrhundert (Wohnstallhaus)                         | Wohnhaus aufwändig gestaltet im Schweizerstil, baulich gut erhaltenes Ensemble, baugeschichtlich, ortsgeschichtlich und technikgeschichtlich von Bedeutung | 09253770 |
| Direkt Bild zu diesem Denkmal hochladen | Bogenbrücke über den Langburkersdorfer Bach                                                                                | Langburkersdorf (Karte) | bezeichnet 1734 (Straßenbrücke)                                                                                           | Granit, baugeschichtlich von Bedeutung | 09253982 |
| Direkt Bild zu diesem Denkmal hochladen | Zolleinnehmerhaus, davor Steinbank und Wegestein                                                                           | Langburkersdorf (Karte) | 1. Hälfte 19. Jahrhundert (Zollhaus)                                                                                      | heute Wohnhaus, baugeschichtlich, ortsgeschichtlich und verkehrsgeschichtlich von Bedeutung | 09253663 |
| Direkt Bild zu diesem Denkmal hochladen | Vierbogige Eisenbahnbrücke                                                                                                 | Langburkersdorf (Karte) | 1876 (Eisenbahnbrücke) | Haustein, baugeschichtlich, technikgeschichtlich und landschaftsgestaltend von Bedeutung | 09253779 |
| Direkt Bild zu diesem Denkmal hochladen | Vierbogige Eisenbahnbrücke mit Stützmauern                                                                                 | Neustadt i. Sa. (Karte) | ursprünglich 1876 (Eisenbahnbrücke)                                                                                       | eisenbahngeschichtlich und technikgeschichtlich von Bedeutung | 09253749 |
|                                         | Wohnhaus in halboffener Bebauung und kleine Backsteinesse im Hof                                                           | Neustadt i. Sa. (Karte) | um 1880 (Wohnhaus) | gründerzeitlicher Putzbau mit Laden, baugeschichtlich und städtebaulich von Bedeutung | 09253517 |
| Weitere Bilder                          | Eisenbahnstrecke Bad Schandau – Sebnitz – Neustadt i. Sa. (Sachgesamtheit); Bahnhof Neustadt                               | Neustadt i. Sa. (Karte) | 1876 (Empfangsgebäude) | Einzeldenkmale der Sachgesamtheit Eisenbahnstrecke Bad Schandau – Sebnitz – Neustadt i. Sa.: Empfangsgebäude mit Haus- und Inselbahnsteig (jeweils überdacht), Lokschuppen, Lademaß, Güterschuppen sowie Stellwerk 1 und 2 einschließlich vorhandener Stellwerksmechanik und Wasserkran (siehe auch Sachgesamtheitsdokument obj. 09302090); baugeschichtlich, eisenbahngeschichtlich und technikgeschichtlich von Bedeutung | 09253599 |
| Weitere Bilder                          | Eisengerüst-Aussichtsturm (25 m hoch) mit zwei Plattformen und spiralförmiger Treppe, daneben Götzinger-Denkmal (Stein)    | Neustadt i. Sa. (Karte) | 1883 (Aussichtsturm) | ortsgeschichtlich und technikgeschichtlich von Bedeutung | 09253647 |
|                                         | Ehemalige Brauerei | Neustadt i. Sa. (Karte) | 18. Jahrhundert (Brauerei)                                                                                                | baugeschichtlich und ortshistorisch von Bedeutung | 09253661 |
| Weitere Bilder                          | Kursächsische Postmeilensäulen (Sachgesamtheit)                                                                            | Neustadt i. Sa. (Karte) | bezeichnet 1729 (Postdistanzsäule)                                                                                        | Postmeilensäule; Teilkopie einer Distanzsäule, verkehrsgeschichtlich von Bedeutung | 09253466 |
| Direkt Bild zu diesem Denkmal hochladen | Ehemalige Schmiede | Neustadt i. Sa. (Karte) | Türstock bezeichnet 1834 (Schmiede)                                                                                       | traufständig zum Platz stehend und ihn somit schließend, ortsgeschichtlich von Bedeutung | 09253657 |
| Direkt Bild zu diesem Denkmal hochladen | Obermühle | Niederottendorf (Karte) | 1906 (Sägegatter) | Sägegatter einer Mühle/Sägewerk; Sägegatter der Firma Lein, Pirna, technikgeschichtlich von Bedeutung | 09301716 |
| Direkt Bild zu diesem Denkmal hochladen | Eisenbahnbrücke | Oberottendorf (Karte)   | 1876 (Eisenbahnbrücke) | Granit, baugeschichtlich, eisenbahngeschichtlich und technikgeschichtlich von Bedeutung | 09253909 |
|                                         | Eisenbahnstrecke Bad Schandau – Sebnitz – Neustadt i. Sa. (Sachgesamtheit)                                                 | Polenz (Karte)          | ca. 1877 (Straßenbrücke)                                                                                                  | Einzeldenkmal der Sachgesamtheit Eisenbahnstrecke Bad Schandau – Sebnitz – Neustadt i. Sa.: Straßenbrücke, Überführung (siehe auch Sachgesamtheitsliste – Obj. 09302091); baugeschichtlich, eisenbahngeschichtlich und technikgeschichtlich von Bedeutung | 09279060 |
| Direkt Bild zu diesem Denkmal hochladen | Eisenbahnstrecke Bad Schandau – Sebnitz – Neustadt i. Sa. (Sachgesamtheit)                                                 | Polenz (Karte)          | 1. Hälfte 20. Jahrhundert (Fernmeldeeinrichtung)                                                                          | Einzeldenkmal der Sachgesamtheit Eisenbahnstrecke Bad Schandau – Sebnitz – Neustadt i. Sa.: Fernsprechhäuschen (siehe auch Sachgesamtheitsliste – Obj. 09302091); technikgeschichtlich von Bedeutung | 09279069 |
|                                         | Eisenbahnstrecke Bad Schandau – Sebnitz – Neustadt i. Sa. (Sachgesamtheit)                                                 | Polenz (Karte)          | ca. 1877 (Eisenbahnbrücke)                                                                                                | Einzeldenkmal der Sachgesamtheit Eisenbahnstrecke Bad Schandau – Sebnitz – Neustadt i. Sa.: Eisenbahnbrücke (siehe auch Sachgesamtheitsliste – Obj. 09302091); baugeschichtlich, eisenbahngeschichtlich und technikgeschichtlich von Bedeutung | 09279068 |
|                                         | Eisenbahnstrecke Bad Schandau – Sebnitz – Neustadt i. Sa. (Sachgesamtheit)                                                 | Polenz (Karte)          | Kern ca. 1877 (Straßenbrücke)                                                                                             | Einzeldenkmale der Sachgesamtheit Eisenbahnstrecke Bad Schandau – Sebnitz – Neustadt i. Sa.: Straßenbrücke, dreibogige Überführung (siehe auch Sachgesamtheitsliste – Obj. 09302091); baugeschichtlich, eisenbahngeschichtlich und technikgeschichtlich von Bedeutung | 09279066 |
| Direkt Bild zu diesem Denkmal hochladen | Obermühle | Polenz (Karte)          | bezeichnet 1859 (Getreidemühle)                                                                                           | Wohnmühlenhaus einschließlich gegenüberliegender Schneidemühle und Verbindungsbau zum Hauptgebäude; Wohnmühlenhaus zeittypischer Putzbau mit Drempel und Walmdach, baugeschichtlich, technikgeschichtlich und ortsgeschichtlich von Bedeutung | 09253737 |
|                                         | Eisenbahnbrücke über die Polenz und über die Polenztalstraße                                                               | Polenz (Karte)          | 1876/1877 (Eisenbahnbrücke)                                                                                               | fünfbogige Brücke aus Haustein, baugeschichtlich und technikgeschichtlich von Bedeutung | 09253745 |
| Direkt Bild zu diesem Denkmal hochladen | Wegestein | Polenz (Karte)          | 19. Jahrhundert (Wegestein)                                                                                               | verkehrsgeschichtlich von Bedeutung | 09253725 |
| Direkt Bild zu diesem Denkmal hochladen | Hartpappenwerk; Niedermühle (ehem.)                                                                                        | Polenz (Karte)          | 1550 bereits erwähnt (Mühlgraben)                                                                                         | Überfallwehr, Schütz und Teil des Mühlgrabens einer ehemaligen Mühle; technisches Relikt gewerblicher Nutzung der Wasserkraft der Polenz, technikgeschichtlich von Bedeutung | 09253710 |
| Weitere Bilder                          | Sachgesamtheit Königlich-Sächsische Triangulierung („Europäische Gradmessung im Königreich Sachsen“); Station 53 Ruhebänke | Rugiswalde (Karte)      | bezeichnet 1866 (Triangulationssäule)                                                                                     | Triangulationssäule; mehrteilig, Station der Königlich-Sächsischen Triangulation, Netz 2. Ordnung, wissenschaftlich und technikgeschichtlich von Bedeutung | 09253943 |

## Ehemalige technische Denkmale
| Bild | Bezeichnung                                         | Lage           | Datierung | Beschreibung | ID       |
| ---- | --------------------------------------------------- | -------------- | --------- | --- | -------- |
|      | Elektrizitätswerk für den Plauenschen Grund (ehem.) | Deuben (Karte) |           | Ehemaliges Kesselhaus II des Elektrizitätswerks für den Plauenschen Grund, Formensprache von Reformstil und Neoklassizismus; baugeschichtlich, stadtentwicklungsund versorgungsgeschichtlich von Bedeutung; 2012/2013 abgerissen. | 09303631 |